# Mary Rose
Vous lisez un « article de qualité » labellisé en 2012.
La Mary Rose était une caraque du début du XVIe siècle, emblème de la maison Tudor, qui faisait partie du programme naval du roi Henri VIII d'Angleterre. Après avoir servi durant 33 ans dans plusieurs guerres contre la France et l'Écosse et avoir été largement reconstruite en 1536, elle combattit pour la dernière fois le 19 juillet 1545. Alors qu'elle menait l'attaque contre les galères françaises, elle coula dans le Solent, le bras de mer séparant l'Angleterre de l'île de Wight, face au château de Southsea, dans lequel se trouvait Henri VIII. L'épave de la Mary Rose fut redécouverte en 1971 et une opération de sauvetage fut organisée en 1982. Celle-ci, l'un des projets les plus complexes et coûteux de l'histoire de l'archéologie maritime, permit de renflouer une grande section du navire et des milliers d'objets datant de la période des Tudors.
Le sauvetage de la Mary Rose fut une étape importante dans l'histoire de l'archéologie maritime, comparable en complexité et en coût uniquement avec le renflouement du navire suédois du XVIIe siècle le Vasa, en 1961. Les découvertes incluent des armes, des équipements de navigation et un large éventail d'objets utilisés par l'équipage. De nombreux artéfacts sont uniques à la Mary Rose et ont permis de faire avancer les connaissances dans de nombreux domaines allant de la guerre navale à l'histoire des instruments de musique. Depuis le milieu des années 1980, le navire est exposé à la base navale de Portsmouth où il subit de nombreuses mesures de restauration. Les objets découverts sont exposés au Mary Rose Museum adjacent.
La Mary Rose n'a eu aucune carrière marchande connue. Elle fut l'un des plus grands navires de la marine anglaise tout au long de ses trois décennies d'existence et l'un des premiers exemples de navire spécialement conçu pour le combat. Elle était équipée de nouveaux modèles de canons pouvant tirer depuis les ponts-batterie, une évolution récente dans l’architecture des navires de guerre. Après d'importantes modifications en 1536, elle fut l'un des premiers navires à pouvoir tirer par bordée même si les tactiques de ligne de bataille n'avaient pas encore été développées. Malgré de nombreuses théories fondées sur des documents historiques, les connaissances sur la construction navale au XVIe siècle et des expériences modernes, la cause exacte du naufrage de la Mary Rose reste inconnue en raison des témoignages contradictoires et un manque de preuves matérielles critiques.

## Contexte historique

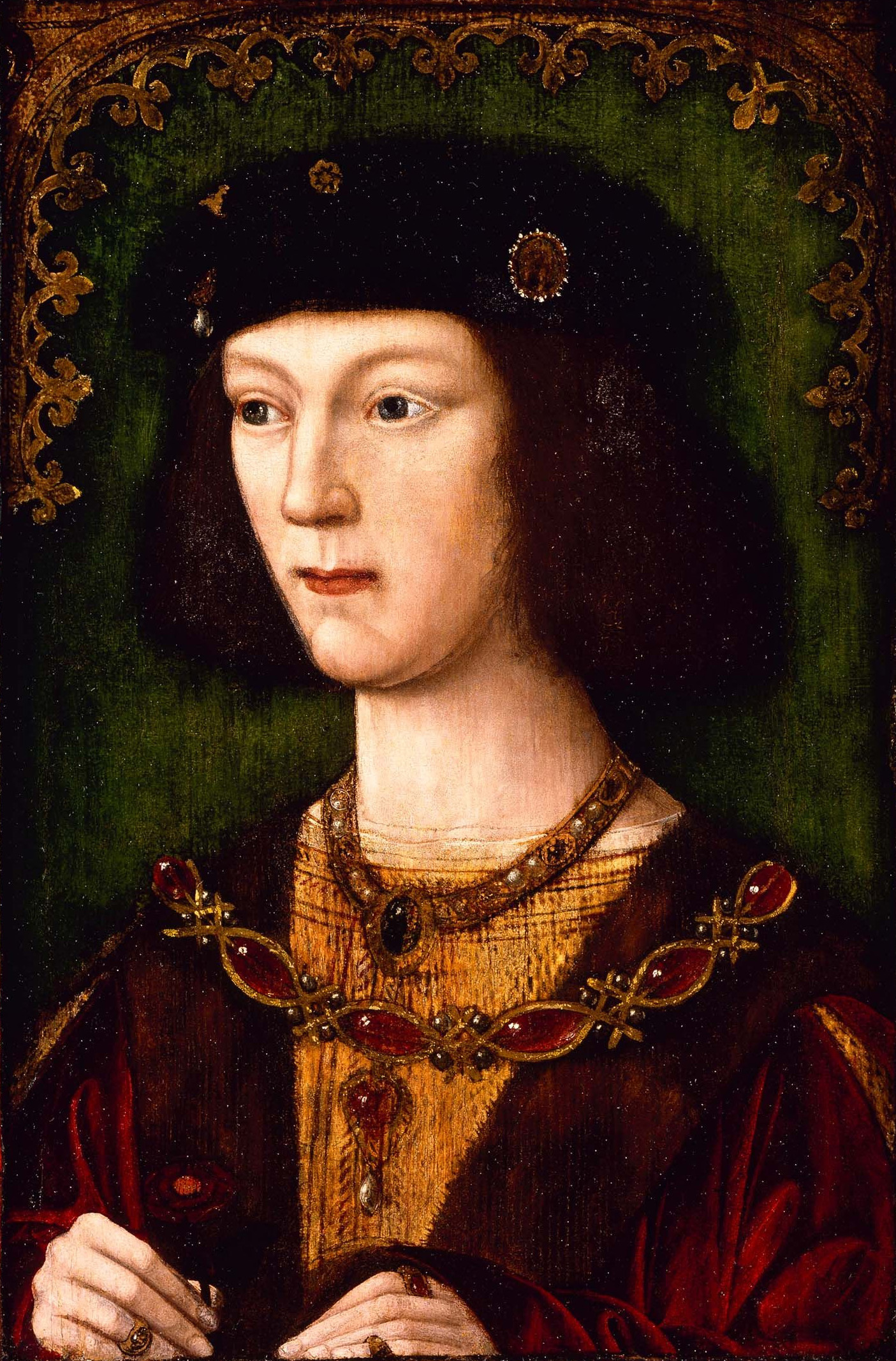
Portrait d'Henri VIII en 1509, l'année de son couronnement ; artiste inconnu.

À la fin du XVe siècle, l'Angleterre était une puissance mineure à la périphérie de l'Europe. Les grandes victoires sur la France durant la guerre de Cent Ans appartenaient au passé et seule la petite enclave de Calais dans le Nord de la France témoignait des immenses possessions continentales passées des rois anglais. La guerre des Deux-Roses, guerre civile entre les maisons d'York et de Lancastre, s'était terminée par l'accession au trône d'Henri VII et par l'établissement de la dynastie des Tudors. Les ambitions navales d'Henri V n'avaient pas été poursuivies par ses successeurs et de 1422 à 1509, seuls six navires furent construits pour la couronne. Les mariages-alliances d'Anne de Bretagne avec Charles VIII de France en 1491 puis avec son successeur Louis XII en 1499 affaiblirent la position anglaise. Malgré cela, Henri VII parvint à maintenir une période relativement longue de paix et le petit mais puissant cœur d'une marine.
À l'aube de la période moderne, les grandes puissances européennes étaient l'Espagne, la France et le Saint-Empire romain germanique. Ces trois pays furent impliqués dans la guerre de la Ligue de Cambrai en 1508. Le conflit était initialement destiné à contrer l'influence de la république de Venise mais se retourna finalement contre la France. Grâce aux possessions espagnoles aux Pays-Bas, l'Angleterre avait des liens économiques avec l'Espagne et l'ambition du jeune Henri VIII était de renouveler les glorieuses victoires de ses prédécesseurs. En 1509, six semaines après son accession au trône, Henri épousa la princesse espagnole Catherine d'Aragon et rejoignit la Ligue afin de faire reconnaître ses droits sur la couronne d'Angleterre et de France. En 1511, il rejoignit une alliance anti-française qui incluait également Ferdinand II d'Aragon, le pape Jules II et l'empereur Maximilien Ier,.
La petite marine dont Henri VIII avait hérité de son père ne possédait que deux navires relativement imposants, les caraques Regent et Sovereign. Quelques mois après sa prise de pouvoir, deux grands navires furent commandés, la Mary Rose et le Peter Pomegranate (par la suite renommé Peter après sa reconstruction en 1536) de respectivement 500 et 450 tonnes. Deux autres navires de 1 000 tonnes, dont l’Henri Grâce à Dieu — surnommé le Grand Harry — furent également commandés,. En 1520, l'Angleterre avait établi une marine royale permanente, l'ancêtre de la Royal Navy.

## Pourquoi laMary Rose?
L'explication courante pour le nom du navire est qu'il fut inspiré par la sœur préférée d'Henri VIII, Marie Tudor et par la rose qui est l'emblème de la maison Tudor,,,. Selon les historiens David Childs, David Loades et Peter Marsen, aucune preuve ne vient étayer cette explication. Il était bien plus courant à l'époque de baptiser les navires avec des noms de chrétiens pieux, une longue tradition en Europe occidentale ou de les associer avec leurs propriétaires royaux. Des noms comme Grace Dieu (Grâce de Dieu) et Holighost ou Holy Spirit (Saint-Esprit) étaient courants au XVe siècle et d'autres navires de l'époque étaient nommés Regent ou Three Ostrich Feathers (« Trois Plumes d'Autruche », en références aux armoiries du prince de Galles). Il est plus probable que le navire a été baptisé en référence à la Vierge Marie et que la mystique de la rose y ait été associée. Le nom du sister-ship de la Mary Rose, le Peter Pomegranate, aurait été donné en honneur de saint Pierre, fondateur de l'église chrétienne, et de l'insigne de la reine Catherine d'Aragon, la grenade (pomegranate en anglais),.

## Construction

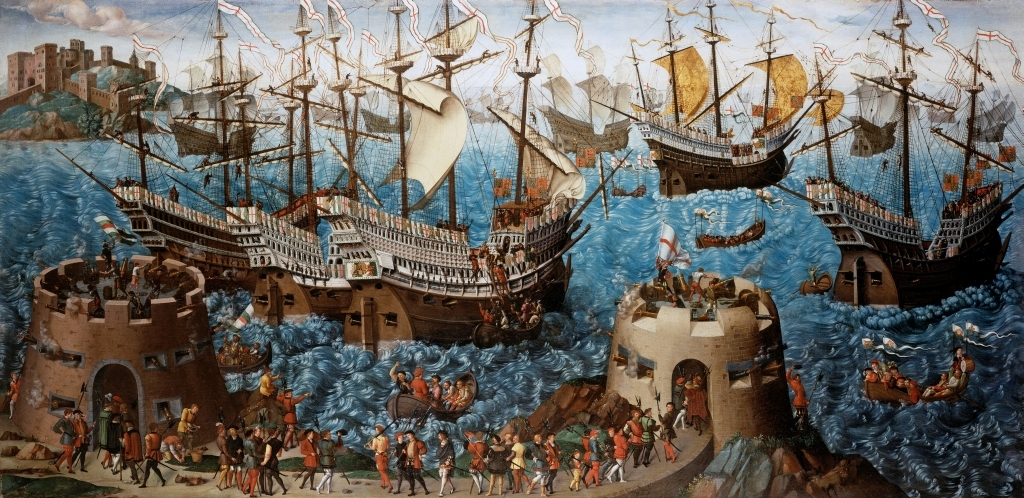
L'Embarquement d'Henri VIII à Douvres. Peinture commémorant le voyage du roi Henri au camp du Drap d'Or en 1520 et réalisée en 1540. Les navires représentés portent des panneaux de bois similaires à ceux que la Mary Rose aurait arborés pour les occasions spéciales.

La construction de la Mary Rose commença en 1510 à Portsmouth et le navire fut lancé en juillet 1511. La Mary Rose fut ensuite remorquée jusqu'à Londres où elle reçut son gréement, son pont et son armement. En plus des équipements nécessaires à la navigation, aux provisions et aux munitions, elle fut équipée avec des drapeaux, des bannières et des pennons.
La construction d'un navire de la taille de la Mary Rose était une entreprise considérable qui demandait des quantités importantes de matériaux d'excellente qualité. Dans le cas des navires de premier ordre, le bois de chêne était le matériau de base. La quantité totale de bois nécessaire à la construction peut être approximativement estimée à partir de l'épave qui représente environ un tiers du navire d'origine. On estime ainsi qu'environ 600 grands chênes représentant environ 16 hectares de forêt ont été nécessaires à la construction du navire. Les grands arbres qui étaient communs en Europe et dans les îles Britanniques au cours des siècles précédents étaient devenus relativement rares au XVIe siècle, ce qui signifiait que le bois provenait de tout le sud de l'Angleterre. Les plus grandes poutres utilisées pour la construction étaient de la même taille que celles utilisées pour fabriquer les charpentes des plus grandes cathédrales du Moyen Âge classique. Une planche non travaillée pour la coque pesait plus de 300 kg et l'une des poutres du pont principal aurait atteint les 750 kg.

## Conception

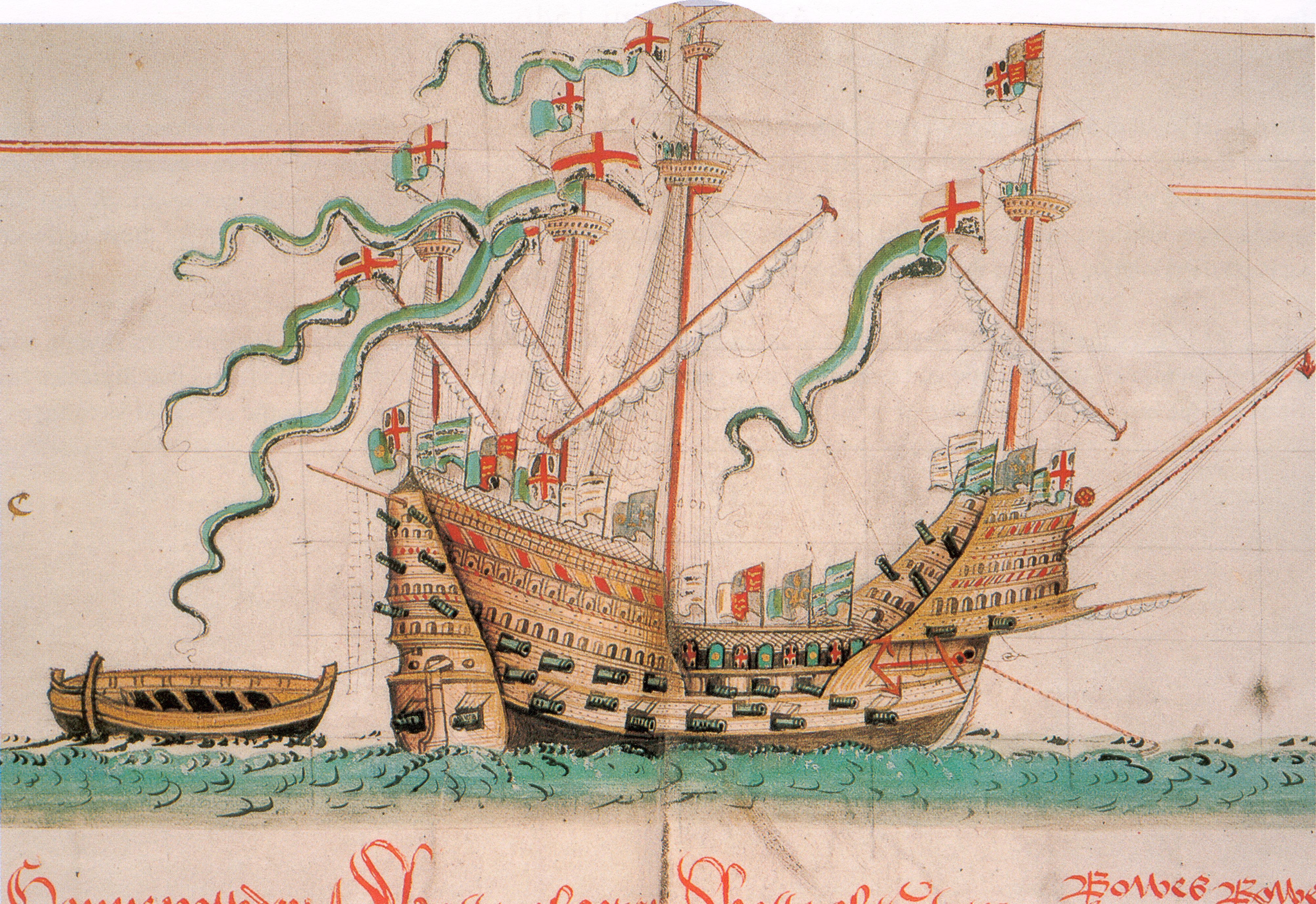
La Mary Rose telle que représentée dans le rôle d'Anthony. Le profil caractéristique de la caraque avec ses « châteaux » à l'avant et à l'arrière est clairement visible. Bien que le nombre des canons ne soit pas précis, la représentation est une illustration assez fidèle du navire.

La Mary Rose fut en grande partie reconstruite en 1536 et la plupart de l'article renvoie à son apparence lorsqu'elle fut découverte. La reconstruction de 1536 fit passer le tonnage de 500 à 700 tonnes et ajouta un nouveau pont-batterie aux anciennes structures de la caraque. La description ci-dessous ne décrit donc pas le navire tel qu'il fut originellement construit en 1509.
La Mary Rose fut construite comme une caraque avec deux imposants « châteaux » à la proue et à la poupe avec un pont ouvert entre les deux. La coque présentait un frégatage caractéristique des navires conçus comme plates-formes pour canons lourds. Au-dessus de la ligne de flottaison, la coque se rétrécissait graduellement pour compenser le poids des canons et rendre l'abordage plus difficile. Comme seule une partie
de la coque a survécu, il n'est pas possible de déterminer avec exactitude la plupart de ses dimensions de base. La plus grande largeur du navire se trouvait juste au-dessus de la ligne de flottaison et était d'environ 12 m et la quille mesurait environ 32 m ; cependant, la longueur totale du navire est impossible à déterminer.
La coque possédait quatre niveaux séparés par trois ponts. La cale se trouvait sous ces ponts et au-dessus du fond du navire situé sous la ligne de flottaison. La cale abritait la cuisine et la cambuse. Juste à l'avant de la cale se trouvait la base du grand mât et la pompe de cale principale. Pour accroître la stabilité du navire, du ballast était entreposé dans la cale. Le faux-pont juste au-dessus de la cale était utilisé comme espace de stockage.

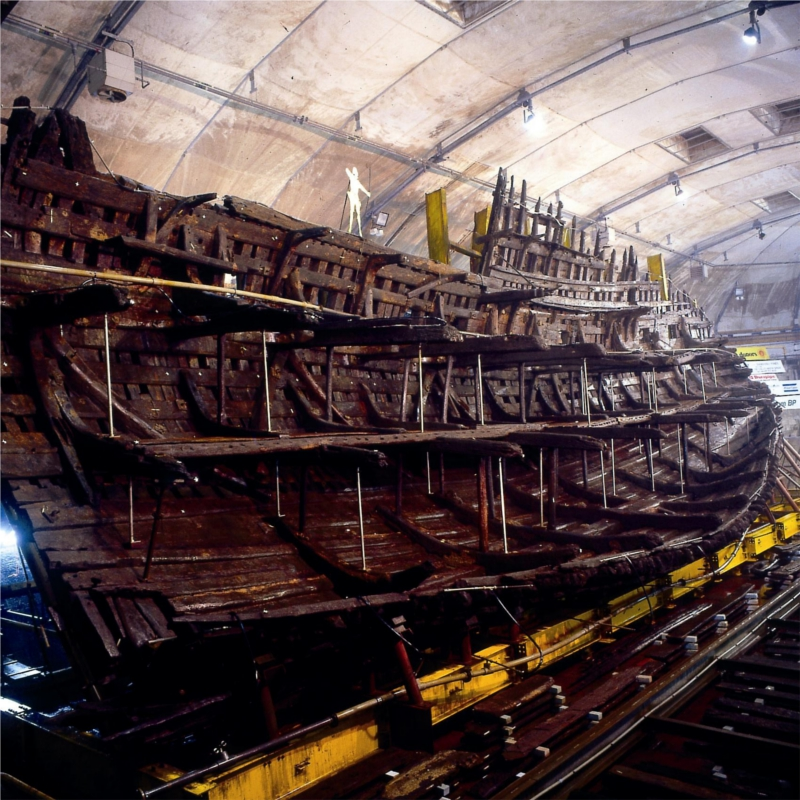
Restes de la coque de la Mary Rose. Tous les ponts sont facilement discernables dont celui du château situé à la poupe.

Au-dessus du faux-pont, le pont principal abritait les canons les plus lourds. La coque était percée de sept sabords de chaque côté, chacun étant équipé d'un lourd panneau qui permettait de fermer l'ouverture de manière étanche. C'était également le plus haut pont à être calfaté et étanche. Des cabines se trouvaient également sous les châteaux ; elles ont été identifiées comme celles qui étaient affectées au charpentier, au barbier chirurgien, au navigateur et probablement au maître artilleur et à certains officiers. Le pont le plus haut dans la coque était le pont supérieur qui était à l'air libre dans l'espace entre les deux châteaux. Il accueillait un armement composé de canons lourds et légers et était recouvert d'une toile grossière pour empêcher l'abordage. Bien qu’une très faible partie du pont supérieur ait été conservée, il a été suggéré qu'il abritait les quartiers de l'équipage dans le château de poupe. Une saignée située dans cette zone a été identifiée comme un possible urinoir en complément des toilettes vraisemblablement situées dans la proue.
Les châteaux de la Mary Rose possédaient des ponts supplémentaires mais comme presque rien ne nous est parvenu, leur dessin a dû être reconstitué à partir des documents historiques. Les navires contemporains de même taille étaient systématiquement équipés de trois ponts dans les deux châteaux. Bien que spéculative, cette proposition est soutenue par les illustrations du rouleau d'Anthony et par l'inventaire des canons.
Durant les premières étapes de la récupération de l'épave, on croyait que le navire avait initialement été construit avec des bordages à clin, une technique où la coque est composée de planches se superposant ce qui donne sa résistance au navire. Ouvrir des sabords dans un navire construit avec cette technique affaiblit son intégrité structurelle, et il est possible que la Mary Rose ait été reconstruite avec des bordages à carvel pour cette raison. Des inspections ultérieures ont indiqué que les bordages à clins ne sont pas présents sur tout le navire mais uniquement sur le château de poupe.

### Voiles et gréement

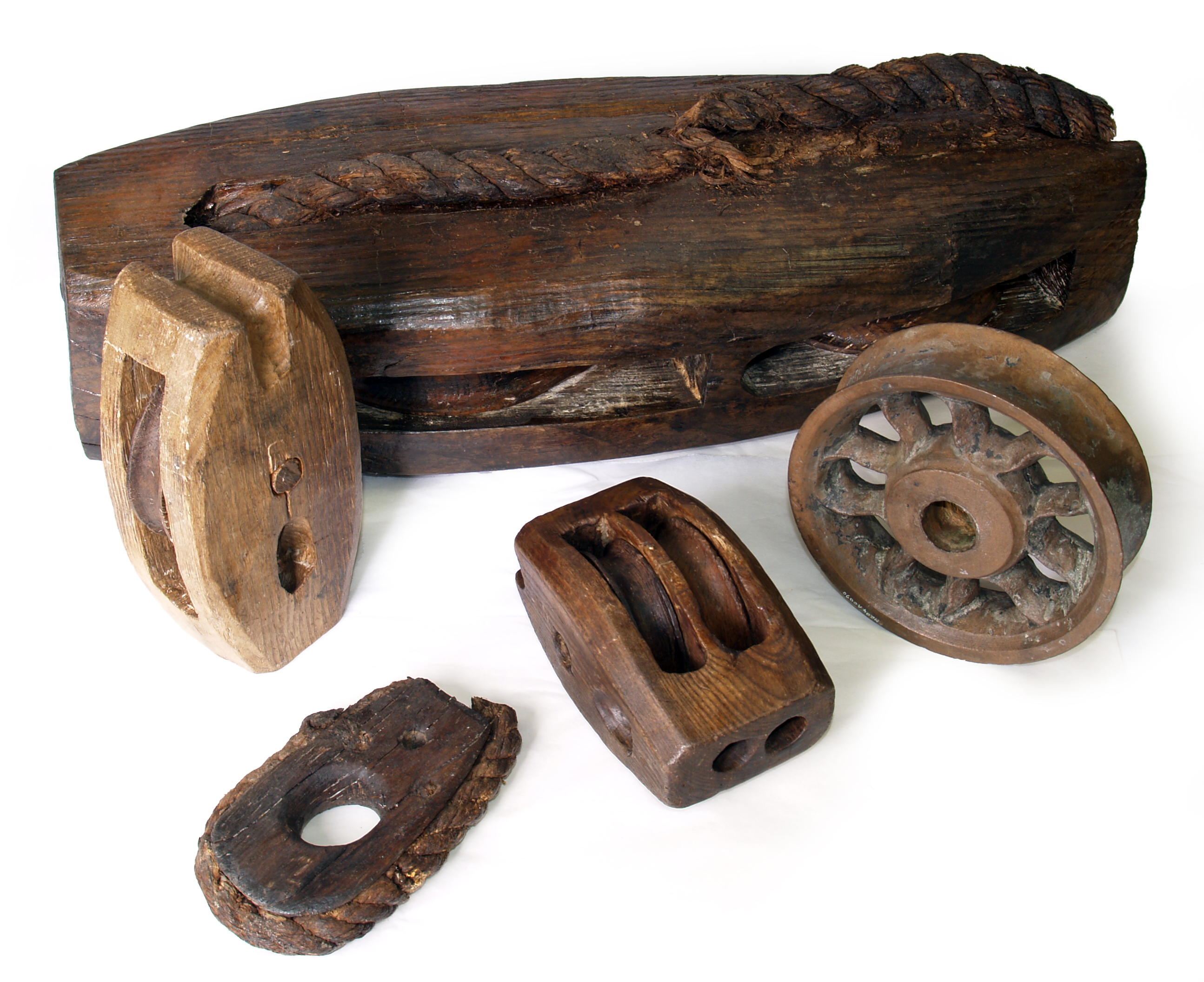
Exemples de palans issus de l'épave.

Bien que seule la partie inférieure du gréement subsiste, un inventaire de 1514 et la représentation du navire sur le rouleau d'Anthony ont été utilisés pour déterminer la conception du système de propulsion de la Mary Rose. Neuf, peut-être dix, voiles étaient déployées autour de quatre mâts principaux et d'un beaupré : le mât d'artimon et le grand mât possédaient respectivement deux et trois voiles carrées, le mât de misaine avait une voile latine et une petite voile carrée, le mât de bonaventure avait au moins une voile latine et possiblement une voile carrée et le beaupré portait une petite civadière carrée. D'après le rouleau d'Anthony, les vergues (les espars portant les voiles) sur le mât d'artimon et le grand mât étaient équipées avec des crochets aiguisés sur l'intérieur destinés à couper les cordages des navires ennemis lors des abordages.
Les capacités de navigation de la Mary Rose furent commentées par ses contemporains et furent même mises à l'épreuve. En mars 1513, une compétition fut organisée dans les Downs, à l'ouest du Kent, au cours de laquelle elle fit la course avec neuf autres navires. Elle remporta la compétition et l'amiral Edward Howard la décrivit comme « le plus noble de tous les grands navires qui existent au sein de la Chrétienté ». Plusieurs années après, alors qu'elle naviguait entre Douvres et les Downs, le vice-amiral William Fitzwilliam nota que l'Henri Grâce à Dieu et la Mary Rose se comportaient très bien en mer agitée et qu'il serait « très difficile » de les départager. Les experts modernes sont cependant plus sceptiques sur ses qualités maritimes, considérant que les navires de cette époque étaient presque incapables de naviguer contre le vent et comparent le contrôle de la Mary Rose à celui d'une « meule de foin humide ».

### Armement

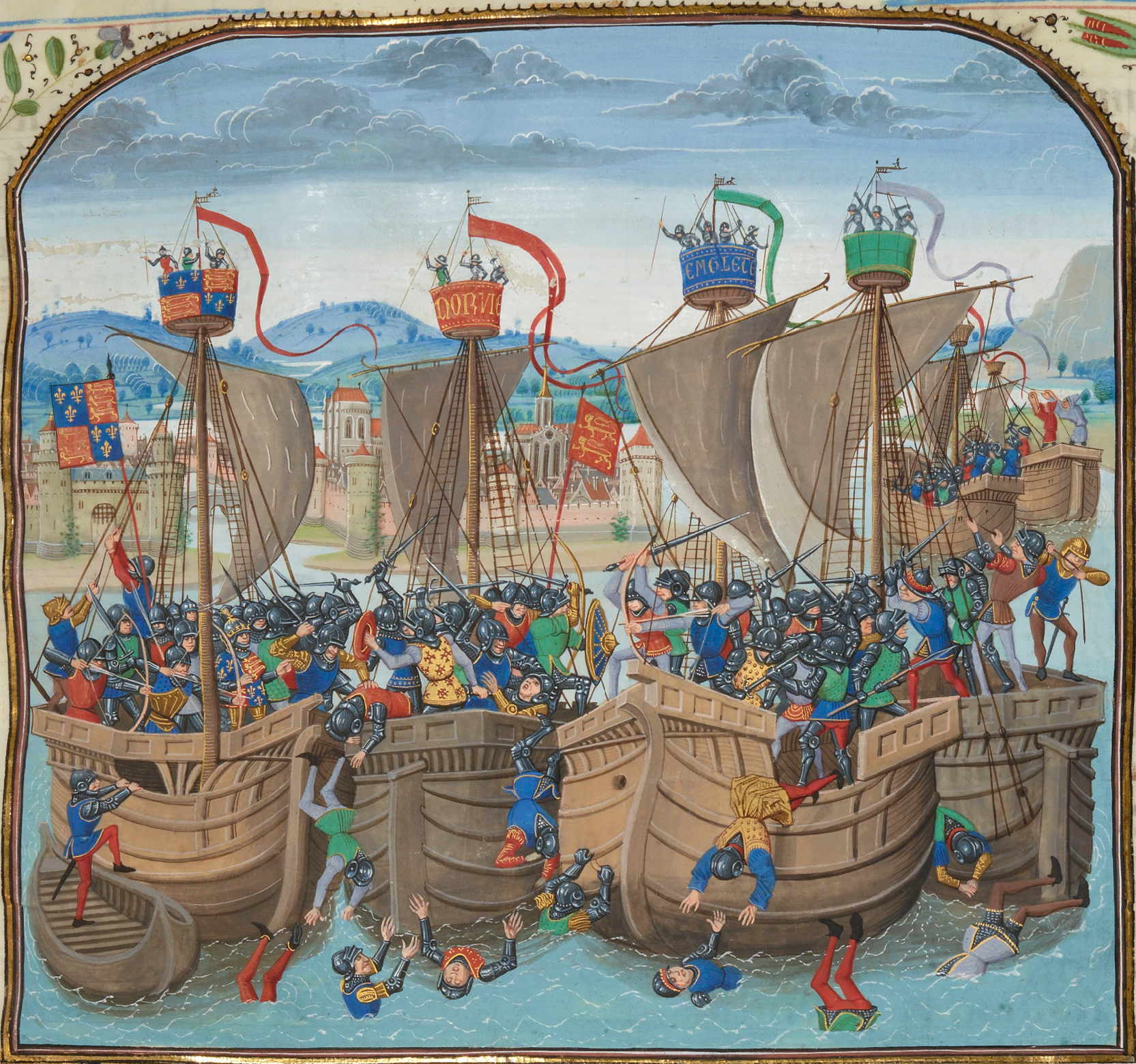
Illustration tirée de l'édition française des chroniques de Jean Froissart représentant la bataille de L'Écluse en 1340. Celle-ci montre comment les tactiques navales médiévales étaient fondées sur le combat rapproché et l'abordage.

La Mary Rose représentait un navire de transition entre deux périodes de guerre navale. Depuis l'Antiquité, la guerre sur mer se déroulait plus ou moins de la même manière que sur terre : avec des armes de mêlée et des arcs mais sur des plates-formes flottantes plutôt que sur les champs de bataille. Bien que l'introduction des canons ait été une avancée considérable, l'évolution des tactiques fut beaucoup plus lente. Comme les canons devenaient de plus en plus lourds et puissants, ils devaient être placés près de la ligne de flottaison pour faire descendre le centre de gravité et ne pas compromettre la stabilité du navire. Les sabords ouverts dans la coque n'apparurent que vers 1501, une décennie avant la construction de la Mary Rose. Cela rendait possible la bordée, tir simultané de tous les canons d'un même côté du navire, pour la première fois de l'histoire, du moins en théorie. Les tactiques navales du XVIe et d'une bonne partie du XVIIe siècle se concentraient sur la lutte contre les galères à rames équipées de lourds canons sur la proue tirant vers l'avant, et dont la visée s'effectuait en faisant virer l'ensemble du navire. Combiné aux faiblesses des canons et aux difficultés inhérentes à tirer avec précision depuis une plate-forme mobile, cela signifiait que l'abordage resta la tactique principale pour remporter la victoire tout au long du XVe siècle,.

#### Canons de bronze et de fer

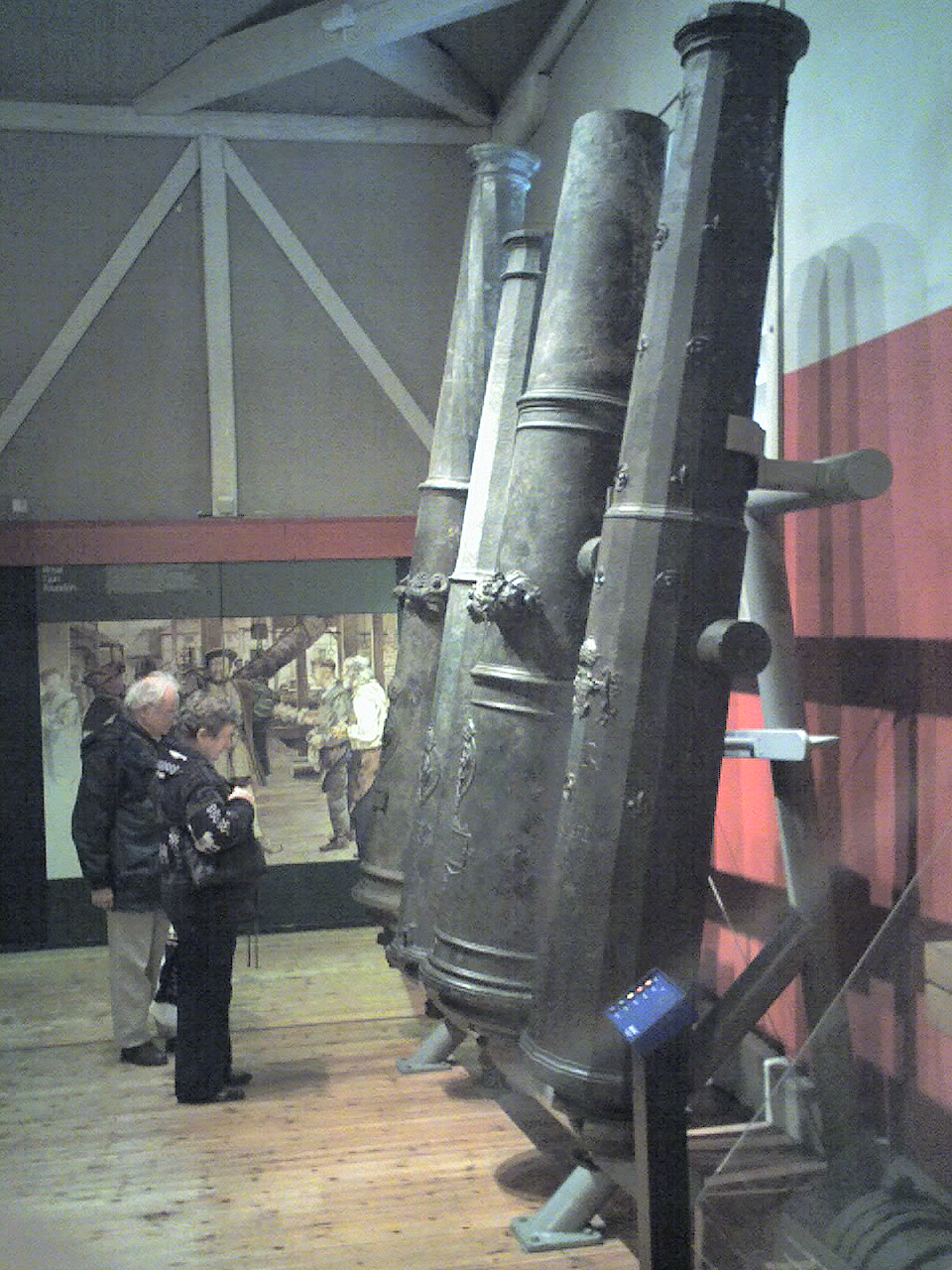
Deux couleuvrines et deux demi-canons de la Mary Rose exposés au Mary Rose Museum.

Comme la Mary Rose fut construite et servit au cours d'une période où l'artillerie évoluait rapidement, son armement était composé d'un mélange d'ancienneté et d'innovation. L'armement principal combinait des canons en fer forgé et de nouveaux canons moulés en bronze, qui différaient considérablement en taille et en portée. Les grands canons de fer étaient réalisés à partir de barres soudées en forme de cylindres renforcées avec des anneaux de fer et se chargeaient par la culasse. Les affûts étaient construits à partir de rondins d'orme évidés et possédaient parfois une paire de roues. Les canons de bronze étaient coulés d'une seule pièce et reposaient sur un affût à quatre roues dont la forme n'évolua guère jusqu'au XIXe siècle. Les canons à chargement par la culasse étaient moins chers à produire et étaient à la fois plus simples et plus rapides à recharger mais leur puissance était plus limitée que celle des canons de bronze à chargement par la bouche. Généralement, les canons de bronze utilisaient des boulets de fer qui étaient plus adaptés pour pénétrer la coque du navire ennemi tandis que les canons de fer utilisaient des boulets de pierre qui éclataient à l'impact et laissaient de larges trous dans les flancs adverses. Néanmoins les deux types d'artillerie pouvaient tirer plusieurs types de munitions destinées à détruire les voiles ou les gréements, incendier les structures ou blesser les marins ennemis.
La majorité des canons étaient cependant des petits canons de fer avec une faible portée qui pouvaient être manipulés par une seule personne. Les deux plus communs étaient des bases, canons à pivot à chargement par la culasse généralement placés dans les châteaux, et des hailshot pieces, des canons à chargement par la bouche avec tubes carrés.
| Type de canon                     | Pont principal | Pont supérieur | Ponts des châteaux | Sommet des châteaux | Portée en mètres |
| --------------------------------- | -------------- | -------------- | ------------------ | ------------------- | ---------------- |
| Port pieces                       | 12             | 0              | 0                  | 0                   | 130+             |
| Couleuvrines et demi-couleuvrines | 2              | 4              | 2                  | 0                   | 299–413          |
| Canons et demi-canons             | 4              | 0              | 0                  | 0                   | 225              |
| Sakers                            | 0              | 2              | 0                  | 0                   | 219–323          |
| Fowlers                           | 0              | 6              | 0                  | 0                   | « faible »       |
| Fauconneaux                       | ?              | ?              | ?                  | 0                   | 144–287          |
| Slings                            | 0              | 6              | 0                  | 0                   | « moyenne »      |
| Bases                             | 0              | 0              | 30                 | 0                   | « très faible »  |
| Hailshot pieces                   | 0              | 0              | 20                 | 0                   | « très faible »  |
| Top pieces                        | 0              | 0              | 0                  | 2                   | « très faible »  |

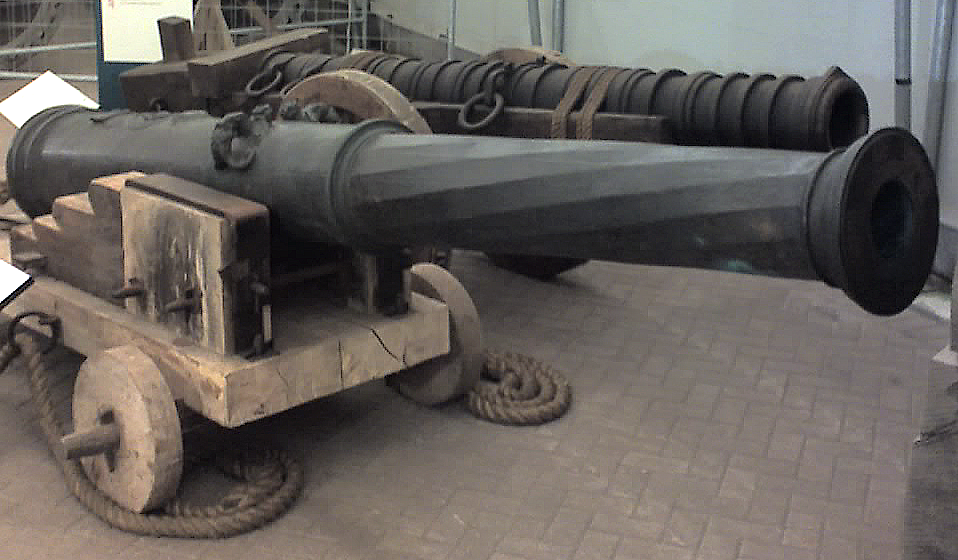
Une couleuvrine en bronze (à l'avant) et un canon en fer forgé (à l'arrière). Reproductions modernes de deux canons présents sur la Mary Rose lorsqu'elle coula, en exposition à Fort Nelson, près de Portsmouth.

Le navire connut plusieurs changements dans l'armement tout au long de sa carrière, dont le plus important accompagna sa reconstruction en 1536 lorsque le nombre de pièces antipersonnel fut réduit et un second pont-batterie de canons longs fut installé. Il existe trois inventaires des canons réalisés en 1514, 1540 et 1546. Avec les documents de l'armurerie de la tour de Londres, ces rapports montrent comment la configuration des canons évolua avec les perfectionnements dans la fabrication des pièces d'artillerie. En 1514, l'armement consistait principalement en pièces antipersonnel, comme les grands canons de fer à chargement par la culasse, les petites serpentines et les canons tirant des boulets de pierre. Seule une poignée de canons étaient suffisamment puissants pour pouvoir percer la coque ennemie et ces derniers étaient plus vraisemblablement soutenus par la structure du navire plutôt que fixés sur le bastingage. Les inventaires de la Tour de Londres et de la Mary Rose évoluèrent radicalement en 1540. Il y avait alors de nouveaux canons et couleuvrines en bronze et des pièces en fer nommées port pieces (signifiant qu'ils tiraient à travers des sabords). Ceux-ci nécessitaient des affûts, disposaient d'une plus grande portée et pouvaient infliger de sérieux dommages aux navires ennemis. L'analyse de l'inventaire de 1514 combinée aux indices laissés par les changements dans la structure du navire indiquent que l'ajout des sabords sur le pont principal était effectivement ultérieur à la conception initiale du navire.
| Date | Total | Montés sur affût | Fixés sur le navire | Anti-navire | Anti-personnel |
| ---- | ----- | ---------------- | ------------------- | ----------- | -------------- |
| 1514 | 78    | 20–21            | 57–58               | 5–9         | 64–73          |
| 1540 | 96    | 36               | 60                  | 17–22       | 74–79          |
| 1545 | 91    | 39               | 52                  | 24          | 67             |

Une grande variété de munitions pouvait être utilisée selon le type de dégât envisagé : les boulets pleins en pierre ou en fer fracassaient les coques, les boulets ramés ou chaînés déchiraient les voiles et endommageaient les gréements et les boîtes à mitraille causaient d'énormes pertes parmi l'équipage adverse,. Des essais réalisés avec des répliques de couleuvrines et des port pieces montrent qu'ils pouvaient percer des pièces de bois de la même épaisseur que celles utilisées sur la Mary Rose à une distance maximale de 90 m. Les port pieces se révélèrent particulièrement efficaces pour percer de larges trous dans le bois lorsqu'ils tiraient des boulets en pierre et étaient une arme antipersonnel dévastatrice lorsqu'ils tiraient des galets ou de la mitraille.

#### Armes personnelles

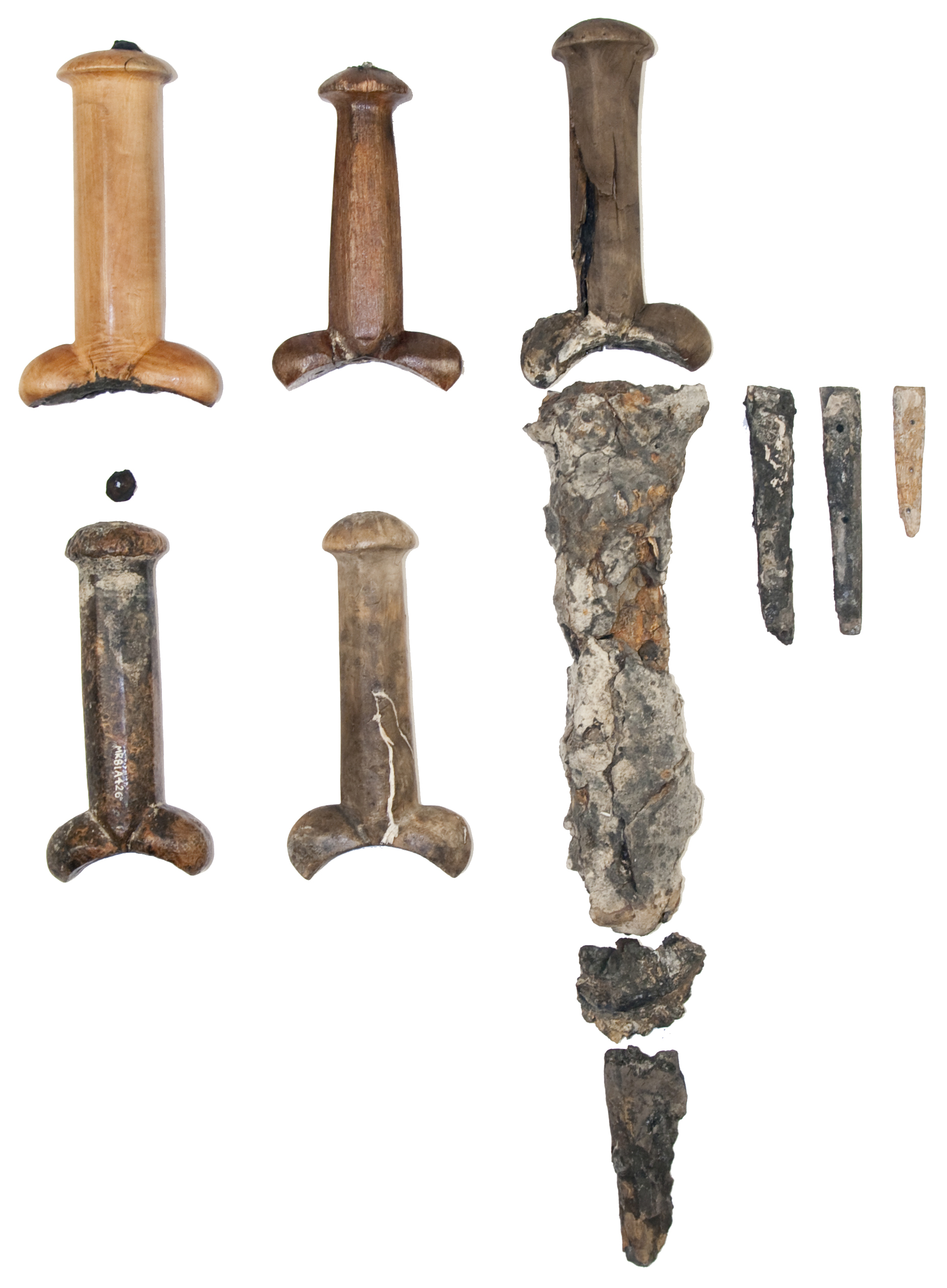
Quelques dagues retrouvées à bord de la Mary Rose. Pour la plupart des dagues, seuls les manches ont été préservés tandis que les lames ont rouillé ou se sont recouvertes de concrétions.

Pour se défendre lors des abordages, la Mary Rose emportait un important stock d'armes de mêlée comme des piques et des vouges. Le rouleau d'Anthony précise que 150 exemplaires de chaque type étaient à bord du navire et ce nombre a été confirmé par les fouilles. Les épées et les dagues faisaient partie des possessions personnelles et ne furent pas recensées dans les inventaires, mais de nombreux restes ont été retrouvés dont le plus ancien exemplaire connu de broadsword anglaise,.
Au total 250 arcs longs anglais étaient à bord du navire et 172 ont été retrouvés de même que 4 000 flèches, brassards et autres équipements liés à l'archerie. En dépit de l'introduction de l'artillerie et des premières armes à poudre, l'usage de l'arc était encore très répandu. À bord de la Mary Rose, les arcs ne pouvaient être utilisés que depuis le sommet des châteaux ou sur le pont supérieur car les ponts inférieurs manquaient de hauteur. Il existait plusieurs types d'arcs ayant des tailles et des portées différentes ; les plus lourds pouvaient éventuellement lancer des flèches enflammées.
Les inventaires de 1514 et de 1546 listent également des centaines de lourdes fléchettes et des pots contenant de la chaux qui étaient conçus pour être lancés sur les navires ennemis depuis le sommet des châteaux même si aucun exemplaire de ces armes n'a été retrouvé lors des fouilles. Sur les cinquante mousquets listés par le rouleau d'Anthony, on a retrouvé cinq mousquets à mèche complets et les restes de onze autres. Ils avaient principalement été fabriqués en Italie bien que certains soient originaires d'Allemagne. Les fouilles ont également permis de découvrir plusieurs gunshields, un type rare d'arme à feu composé d'un bouclier en bois avec un petit canon fixé en son centre.

### Équipage
Tout au long de ses 33 ans de carrière, l'équipage de la Mary Rose changea à plusieurs reprises et varia considérablement en taille. Il y aurait eu un effectif minimum de 17 hommes, voire moins en temps de paix et lorsqu'elle était en réserve. En cas d'opération militaire, l'équipage moyen aurait été de 185 soldats, 200 marins, de 20 à 30 artilleurs et divers spécialistes tels que des chirurgiens et des officiers pour un total de 400 à 450 hommes. Dans le cas d'opérations de débarquement ou de raids comme ce fut le cas durant l'été 1512, le nombre de soldats aurait pu atteindre les 400 soit un total de plus de 700 hommes sur le navire. Même avec un équipage normal de 400 hommes, le navire était relativement encombré et des soldats supplémentaires auraient été à l'étroit,,.

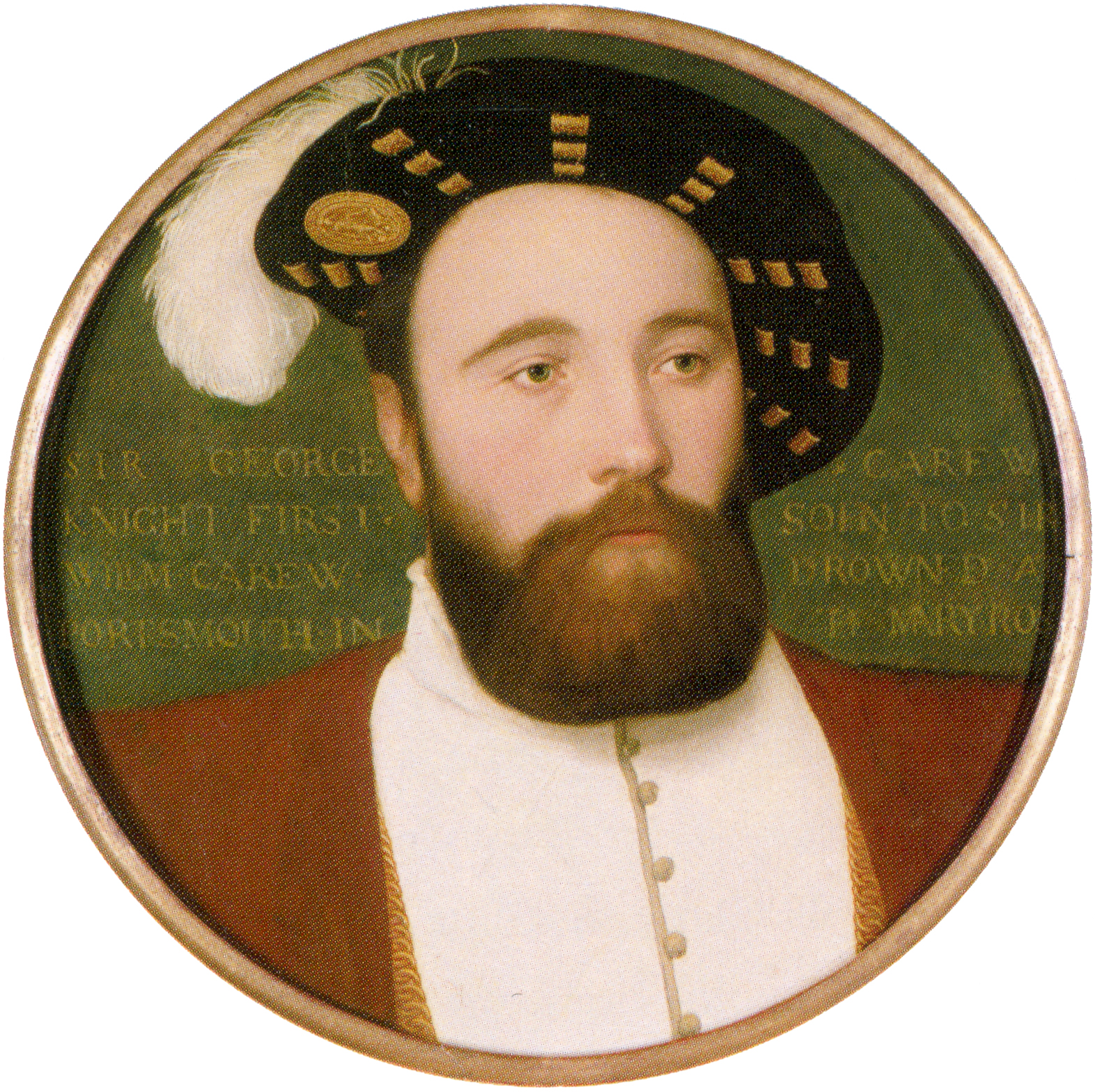
Le vice-amiral George Carew, qui sombra avec la Mary Rose. Miniature contemporaine réalisée par Hans Holbein le Jeune.

On ne sait que très peu de choses sur l'identité des hommes qui servirent à bord de la Mary Rose même dans le cas des officiers qui faisaient vraisemblablement partie de la noblesse. Deux amiraux et quatre capitaines (dont Edward et Thomas Howard, qui servirent à ces deux postes) ainsi que quelques spécialistes comme le trésorier et les maîtres artilleurs sont connus grâce aux documents de l'époque. Pour l'immense majorité des membres d'équipage, des soldats, des marins et des artilleurs, rien ne nous est parvenu. La seule source d'information pour ces hommes a été l'étude des os retrouvés dans l'épave. La composition approximative de l'équipage a cependant pu être réalisée grâce à des documents contemporains. La Mary Rose aurait compté un capitaine, un responsable de la navigation, un trésorier chargé de payer l'équipage, un bosco, le commandant en second, au moins un charpentier, un pilote chargé de la navigation et un cuisinier ainsi qu'un ou plusieurs assistants. Le navire accueillait également un barbier chirurgien qui soignait les malades et les blessés avec un apprenti voire un chirurgien subalterne. La seule personne correctement identifiée à avoir sombré avec le navire est le vice-amiral George Carew. McKee, Stirland et plusieurs autres auteurs ont avancé le nom de Roger Grenville, le père de Richard Grenville bien que cela soit disputé par l'archéologue maritime Peter Marsden,.
| Date         | Soldats | Marins | Artilleurs | Autres | Total |
| ------------ | ------- | ------ | ---------- | ------ | ----- |
| Été 1512     | 411     | 206    | 120        | 22     | 729   |
| Octobre 1512 | ?       | 120    | 20         | 20     | 160   |
| 1513         | ?       | 200    | ?          | ?      | 200   |
| 1513         | ?       | 102    | 6          | ?      | 108   |
| 1522?        | 126     | 244    | 30         | 2      | 400   |
| 1524         | 185     | 200    | 20         | ?      | 405   |
| 1545/46      | 185     | 200    | 30         | ?      | 415   |

Les os de 179 individus ont été retrouvés dont « 92 squelettes presque complets ». Les analyses ont montré que l'équipage était entièrement composé d'hommes pour la plupart de jeunes adultes. Certains n'avaient pas plus de 11–13 ans et la majorité (81 %) avait moins de 30 ans. Ils étaient principalement d'origine anglaise et, selon l'archéologue Julie Gardiner, ils étaient probablement issus du West Country. Il y avait également quelques individus originaires d'Europe continentale. Un témoin oculaire après le naufrage rapporte la présence d'un survivant flamand et le pilote aurait très bien pu être français. L'analyse des isotopes de l'oxygène dans les dents indique que certains individus étaient originaires du sud de l'Europe,. En général, ils étaient forts et bien nourris bien que les os portent des traces de maladies contractées durant l'enfance ainsi que celles d'une vie de dur labeur. Les os présentent également les traces de nombreuses fractures soignées, probablement le résultat d'accidents à bord.
Il n'existe aucun document écrit concernant la composition des soldats et des marins mais comme la Mary Rose transportait quelque 300 arcs longs et plusieurs milliers de flèches, il devait incorporer une forte proportion d'archers. Les examens des squelettes ont montré un nombre disproportionné d'hommes présentant des acromions séparés de leurs omoplates. Ce symptôme est fréquent chez les archers modernes et est causé par des contraintes considérables placées sur les muscles du bras et de l'épaule. Parmi les hommes morts sur le navire, il était probable que certains pratiquaient l'arc depuis leur enfance et servaient à bord en tant qu'archers spécialistes.
Un groupe de six squelettes a été retrouvé près de l'une des couleuvrines de deux tonnes sur le pont principal près de la proue. Tous sauf un (possiblement un aide-artificier non impliqué dans les travaux de force) étaient forts et très musclés. Ils participaient tous dans le déplacement d'objets lourds comme le montre la fusion et l'ossification de plusieurs vertèbres. Ces hommes ont été prudemment classés en tant que membres d'un groupe complet d'artilleurs et sont tous morts à leur poste de combat.

## Carrière militaire

### Guerre de la Ligue de Cambrai

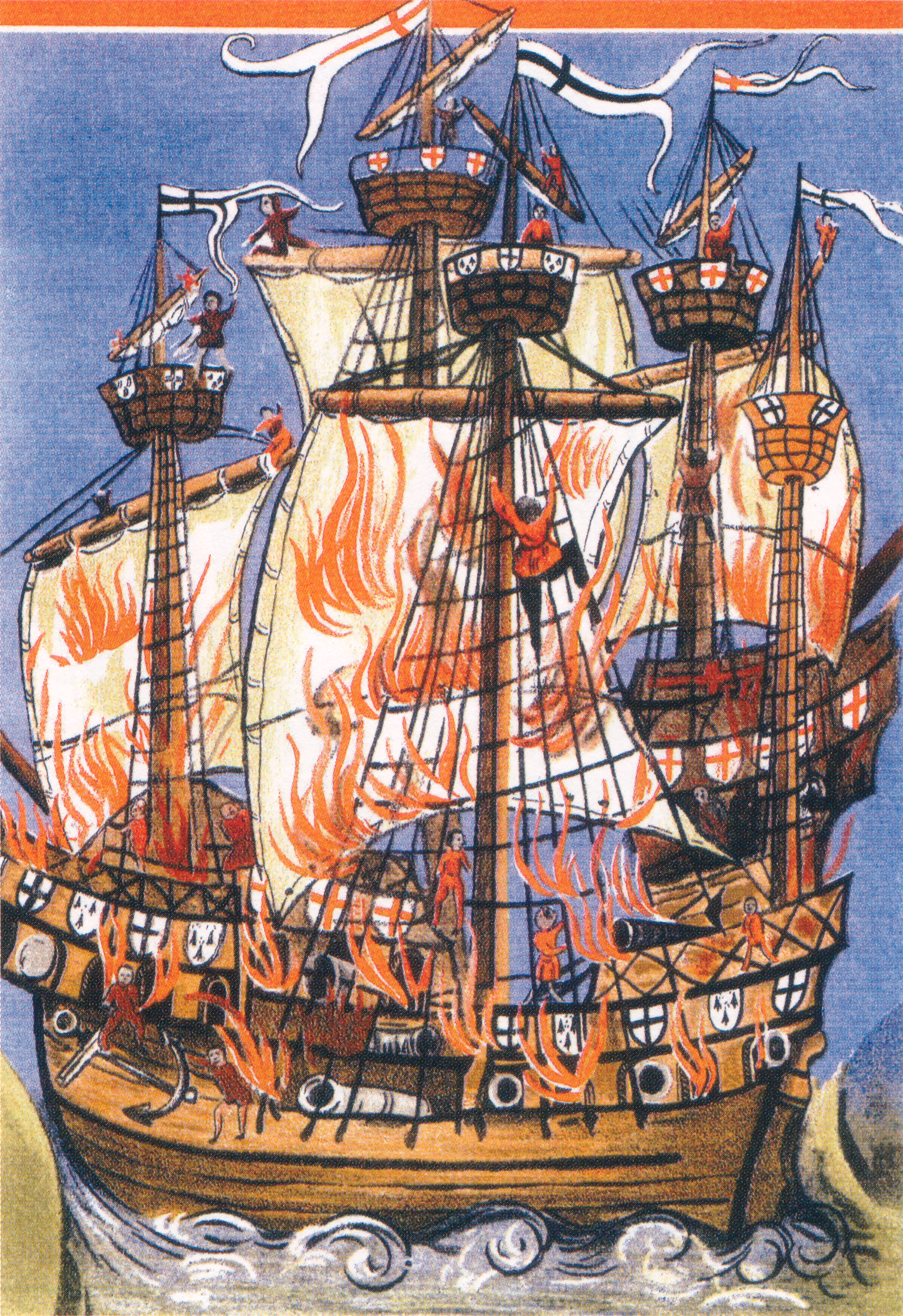
Peinture contemporaine représentant le combat entre La Cordelière et le Regent.

La Mary Rose reçut son baptême du feu en 1512, lors d'une opération navale conjointe avec les Espagnols contre les Français. Les Anglais devaient rencontrer les flottes française et bretonne dans la Manche tandis que la flotte espagnole attaquerait dans le golfe de Gascogne. L'amiral anglais Edward Howard fut nommé Lord High Admiral et choisit la Mary Rose comme navire amiral. Sa mission était d'éliminer toutes les forces navales françaises entre l'Angleterre et le nord de l'Espagne pour permettre aux Espagnols d'organiser un débarquement près de la frontière française à Fontarrabie. La flotte était composée de 18 navires dont les plus grands étaient le Regent et le Peter Pomegranate et comptait plus de 5 000 hommes. L'expédition de Howard permit la capture de douze navires bretons et la destruction de plusieurs villes bretonnes.
La flotte retourna à Southampton, où elle fut inspectée par le roi Henri. En août, elle appareilla pour Brest et affronta une force coalisée mais mal coordonnée, composée de navires français et bretons à la bataille de Saint-Mathieu. Les Anglais, avec l'un de leurs grands navires (la Mary Rose selon Marsden), battirent les navires français grâce à leur artillerie supérieure et ces derniers se retirèrent. Le navire amiral breton, La Cordelière, continua le combat et fut abordé par le Regent de 1 000 tonnes. Par accident ou par une action délibérée, la poudrière de La Cordelière prit feu et une violente explosion mit le feu au Regent qui finit par couler. Environ 180 marins anglais survécurent en se jetant dans la mer et seule une poignée de Bretons survécurent avant d'être capturés. Le capitaine du Regent, 600 soldats et marins, l'amiral de France et le représentant de la ville de Morlaix périrent dans l'incident,. Le 11 août, les Anglais incendièrent 27 navires français, en capturèrent cinq autres et débarquèrent à Brest mais le mauvais temps força la flotte à se réfugier à Dartmouth dans le Devon avant de retourner à Southampton pour y subir des réparations.

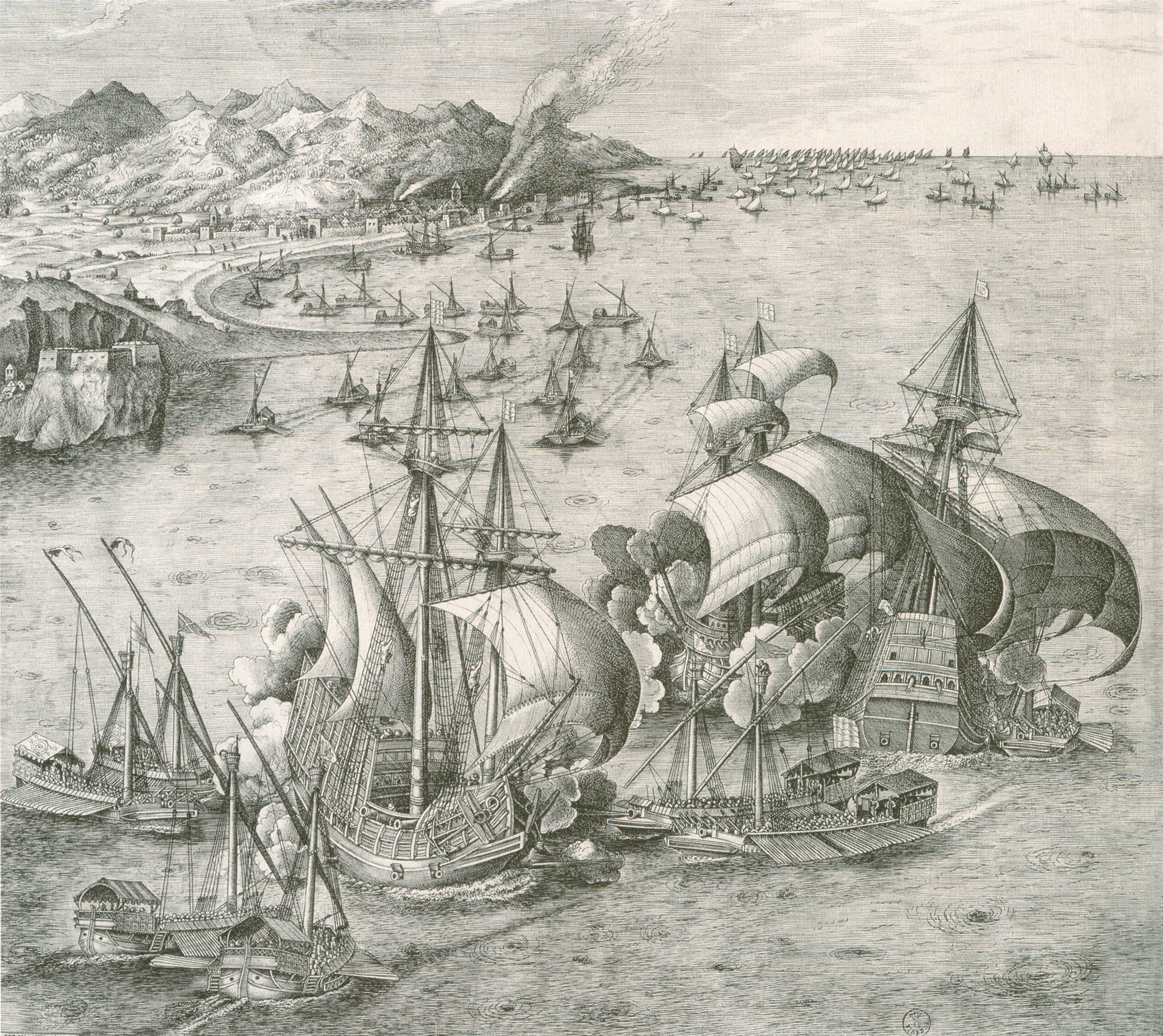
Caraques, similaires à la Mary Rose, attaquées par des galères très manœuvrables. Gravure de Frans Huys d'après une esquisse de Pieter Brueghel l'Ancien, vers 1561.

Au printemps 1513, la Mary Rose fut une nouvelle fois choisie par Howard comme navire amiral lors d'une expédition contre les Français. Avant cela, elle prit part à une course avec d'autres navires où elle fut considérée comme étant l'un des grands navires les plus agiles et les plus rapides de la flotte (voir détails dans « Voiles et gréement). » Le 11 avril, la flotte de Howard arriva en face de Brest où se trouvait la flotte française. Les Français avaient récemment reçu le renfort d'une force de galères provenant de Méditerranée et cette dernière coula un navire anglais et en endommagea gravement un autre. Howard fit débarquer ses forces près de Brest mais ne fit aucune tentative vers la ville et se trouvait à court de vivres. Pour tenter de forcer la victoire, il prit la tête d'une flotte réduite constituée de petits navires à rames et se lança dans une attaque frontale de la flotte française le 25 avril. Howard parvint à atteindre le navire de l'amiral français Prégent de Bidoux et mena une petite troupe à l'abordage de ce dernier. Les Français se défendirent vaillamment et coupèrent les cordages reliant les deux navires. Isolé de ses forces Howard, fut alors tué,.
Démoralisée par la perte de son amiral et affamée par le manque de vivres, la flotte retourna à Plymouth. Thomas Howard, frère aîné d'Edward, reçut le titre de nouveau Lord Admiral et reçut l'ordre de préparer une nouvelle offensive contre la Bretagne. La flotte ne fut pas en mesure de lancer l'attaque prévue du fait des vents contraires et des difficultés pour ravitailler correctement les navires, aussi la Mary Rose passa l'hiver à Southampton. En août, l'Écosse rejoignit la France contre l'Angleterre mais subit une défaite écrasante à la bataille de Flodden Field le 9 septembre 1513. Une contre-attaque au début de l'année 1514 fut soutenue par une flotte qui comprenait la Mary Rose mais il n'y eut aucun engagement. Les Français et les Anglais organisèrent des raids les uns contre les autres tout au long de l'été mais sans grands résultats. Épuisés, les deux camps signèrent un traité de paix à l'automne qui fut scellé par le mariage de la sœur d'Henri, Marie, avec le roi de France, Louis XII.
Après la paix, la Mary Rose fut placée en réserve. Elle fut mise en cale sèche pour maintenance avec son sister-ship, Peter Pomegranate en juillet 1514. En 1518, elle subit des réparations de routine et un calfatage, étanchéification avec un mélange de goudron et d'étoupe. Elle participa brièvement à une opération de « nettoyage des mers » avec d'autres navires en préparation du voyage d'Henri VIII au Camp du Drap d'Or en juin 1520, où il rencontra le roi de France François Ier.

### Sixième guerre d'Italie
En 1522, l'Angleterre entra une nouvelle fois en guerre contre la France à cause d'un traité avec l'empereur Charles Quint. L'Angleterre devait ouvrir un second front dans le Nord de la France. La Mary Rose participa à l'escorte des transports de troupes en juin 1522 et le 1er juillet, le port breton de Morlaix fut capturé.
La flotte rentra ensuite en Angleterre et la Mary Rose passa l'hiver à Darmouth. Les hostilités continuèrent jusqu'en 1525 et l'Écosse rejoignit la France. Même si Charles Brandon manqua de prendre Paris en 1523, la guerre s'était terminée sans grand bénéfice ni victoire majeure pour l'Angleterre, après la déroute de l'armée française et la capture de François Ier par les forces impériales lors de la bataille de Pavie le 24 février 1525,

### Maintenance et réserve
La Mary Rose resta en réserve de 1522 à 1545. Elle fut une nouvelle fois calfatée et réparée à l'été 1527 dans une nouvelle cale à Portsmouth. Il existe peu d'informations sur ce qui arriva à la Mary Rose entre 1528 et 1539. Un document rédigé par Thomas Cromwell en 1536 spécifie que la Mary Rose et six autres navires furent « rendus neufs » durant son service auprès du roi mais la date exacte est incertaine tout comme la signification réelle de « rendre neuf ». Un document ultérieur de janvier 1536 écrit par un auteur anonyme avance que la Mary Rose et d'autres navires furent « fait récemment » et les datations des charpentes du navire confirment que des réparations ont été effectuées en 1535 ou 1536. Cela coïncida avec la controversée dissolution des monastères qui entraîna un afflux massif de capitaux dans la trésorerie royale. La nature et l'étendue de cette reconstruction sont inconnues. De nombreux experts dont Margaret Rule, la directrice de l'opération de récupération de la Mary Rose, ont supposé que la reconstruction avait été complète avec le remplacement des bordages à clins par des bordages à carvel et que c'est uniquement après 1536 que le navire prit la forme qu'il avait lorsqu'il sombra et qui fut retrouvé au XXe siècle. Selon Marsden cela signifiait que la Mary Rose fut initialement construite dans un style plus proche de la conception du XVe siècle avec une poupe ronde plutôt que carrée et sans les sabords du pont principal.

### Neuvième guerre d'Italie

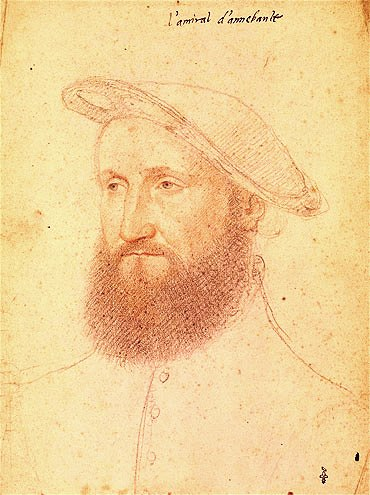
Portrait de l'amiral français Claude d'Annebault, commandant de la force navale française qui attaqua l'île de Wight ; François Clouet, janvier 1535.

La situation maritale compliquée d'Henri VIII et sa dissolution autoritaire des monastères suscita la colère du pape et des monarques catholiques dans toute l'Europe ce qui aggrava l'isolement diplomatique anglais. En 1544, Henri accepta d'attaquer la France de concert avec l'empereur Charles Quint et les forces anglaises capturèrent Boulogne-sur-Mer au prix de lourdes pertes. Mais l'Angleterre fut abandonnée par Charles Quint qui avait atteint ses objectifs en Italie et qui signa une paix séparée.
En mai 1545, les Français avaient assemblé une vaste flotte dans l'estuaire de la Seine avec l'objectif de débarquer des troupes sur l'île de Wight. Les estimations concernant la taille de la flotte varient énormément, de 123 à 300 navires selon les sources françaises, et jusqu'à 226 navires selon le chroniqueur Édouard Hall. En plus de cette importante flotte, 50 000 soldats furent rassemblés au Havre de Grâce (actuel Le Havre). Une force anglaise de 160 navires et 12 000 soldats fut organisée par John Dudley à Portsmouth et était prête au début du mois de juin. En juin, la flotte française de 128 navires appareilla sous le commandement de l'amiral Claude d'Annebault et entra dans le Solent le 16 juillet sans rencontrer d'opposition. Les Anglais n’avaient que 80 navires à leur opposer, dont la Mary Rose en tant que navire amiral. Mais comme ils ne disposaient d'aucune galère lourde, les navires à rames étant les mieux adaptés aux eaux abritées du vent comme le Solent, la flotte anglaise se retira rapidement dans le port de Portsmouth.

### Bataille du Solent
Les Anglais étaient encalminés dans le port et incapables de manœuvrer. Le 19 juillet 1545, les 23 galères françaises avancèrent sur la flotte anglaise immobilisée et menacèrent de détruire une force de 13 petites galères, la seule opposition anglaise du fait du manque de vent. Le vent revint et les navires à voile menés par l’Henri Grâce de Dieu avec l'amiral le vicomte de Lisle et la Mary Rose dirigé par le nouveau vice-amiral George Carew rejoignirent la bataille contre les galères françaises.
Dès le début de la bataille, la Mary Rose commença à pencher dangereusement à tribord et l'eau entra à travers les sabords ouverts. L'équipage fut incapable de redresser le navire et se rua sur le pont supérieur alors que le navire coulait rapidement. Comme elle s'inclinait, les équipements, les munitions et les provisions basculèrent et aggravèrent le chaos. L'imposant four en brique situé à bâbord dans la cambuse s'effondra ; les canons se détachèrent et vinrent marteler le bord opposé, écrasant les hommes sur leur passage.
Pour ceux qui n'avaient pas été blessés ou tués par les objets en mouvement, il y avait peu de temps disponible pour s'échapper, en particulier pour ceux qui manœuvraient les canons sur le pont principal ou transportaient les munitions depuis la cale. Les capots reliant les différents ponts représentaient des goulots d'étranglement pour les hommes cherchant à fuir et cela est confirmé par l'emplacement de nombreux squelettes retrouvés dans l'épave. Ce qui transforma le naufrage en une tragédie majeure en termes de vies perdues fut la toile anti-abordage qui couvrait le pont supérieur entre les deux châteaux. À l'exception des hommes se trouvant dans les mâts, la plupart des hommes qui s'étaient échappés des ponts inférieurs se retrouvèrent prisonniers sous la toile et furent emmenés par le fond avec le navire. Sur l'équipage d'environ 400 hommes, il n'y eut que 35 survivants soit plus de 90 % de pertes,,.

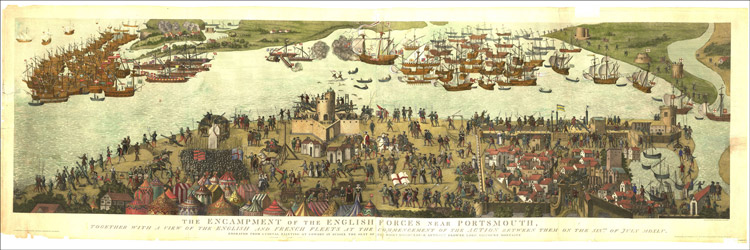
Cowdray Engraving. Gravure représentant la bataille du Solent. Deux mâts de la Mary Rose émergent au centre de la gravure entouré par des débris.

## Causes du naufrage

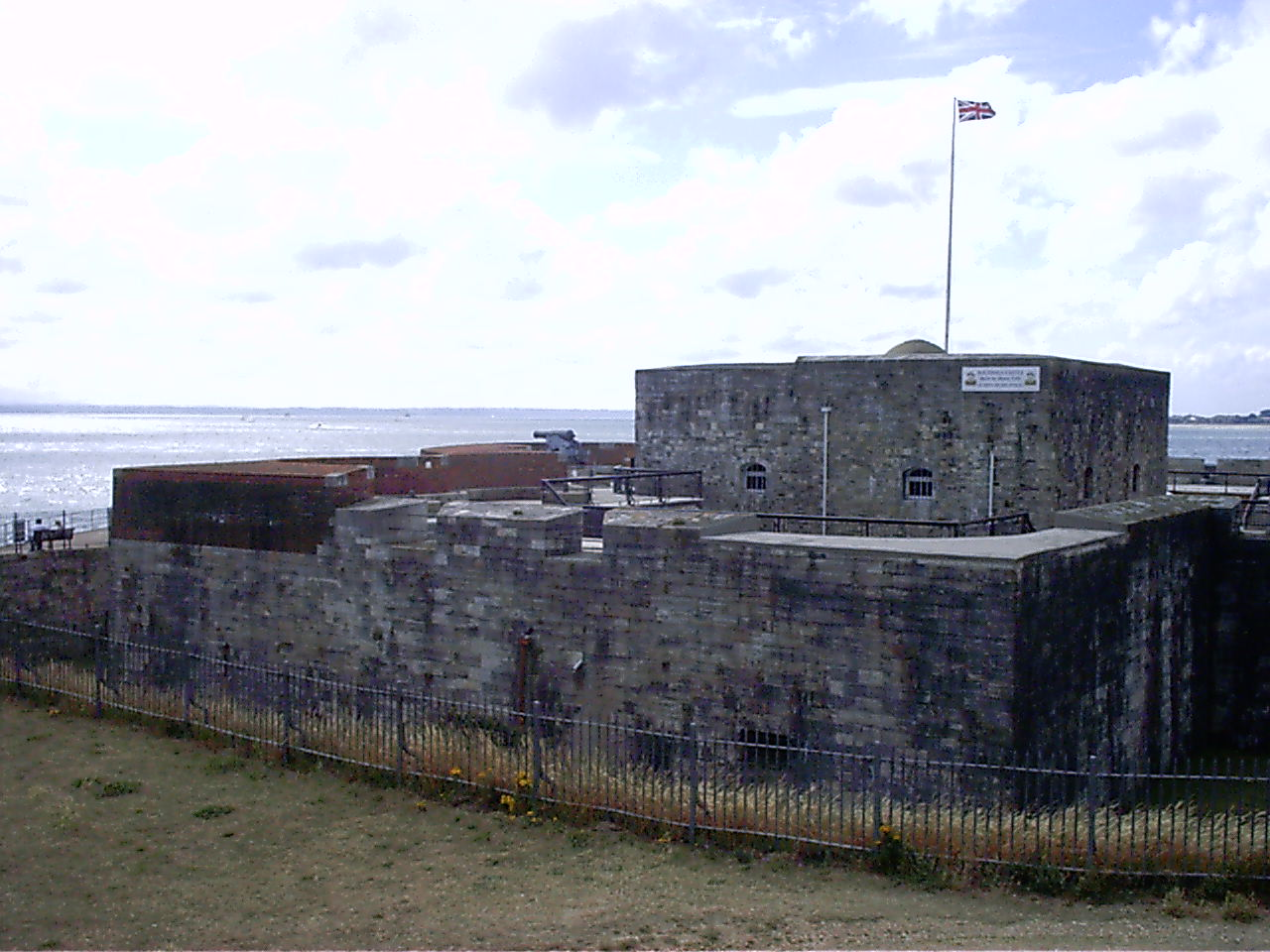
Southsea Castle, d'où Henri VIII fut témoin de la bataille et vit le naufrage de la Mary Rose.

### Thèses contemporaines
Plusieurs rapports décrivant le naufrage ont été préservés mais le seul compte-rendu d'un témoin oculaire est le témoignage d'un marin flamand survivant qui écrivit une lettre datée du 24 juillet à François van der Delft, l'ambassadeur du Saint-Empire romain germanique. Selon ce Flamand anonyme, le navire venait de tirer une bordée complète et virait pour placer les canons de l'autre bord face aux navires ennemis lorsqu'une brusque rafale de vent fit basculer le navire et permit à l'eau d'entrer par les sabords. Dans une lettre à William Pager datée du 23 juillet, l'ancien Lord Grand Amiral John Russell avança que le navire avait été perdu du fait d'une grande négligence. Trois ans après le naufrage, la Hall Chronicle avança que « le naufrage avait été causé par trop d'erreurs stupides… car elle était chargée à plein, les sabords laissés ouverts et que le matériel était mal arrimé. Ainsi lorsque le navire pencha l'eau entra et il coula soudainement ».
Les documents ultérieurs reprennent l'explication selon laquelle le navire pencha lorsqu'il vira de bord et qu'il coula du fait des sabords ouverts. Une biographie de Peter Carew, frère de Georges Carew, rédigée par John Hooker vers 1575 reprend cette hypothèse mais ajoute l'insubordination de l'équipage comme un facteur aggravant. Selon le biographe, George Carew note que la Mary Rose montra des signes d'instabilité dès que ses voiles furent hissées. Durant la bataille l'oncle de George, Gawen Carew, s'était approché du navire de son neveu avec son propre navire, le Matthew Gonson, pour s'informer de sa situation. On lui répondit qu'il « y avait quelques coquins insubordonnés ». 
À l'inverse de tous les autres rapports, Martin du Bellay, un mémoraliste français présent lors de la bataille, rapporta que le vaisseau Mary Rose avait été coulé par les tirs français. Les dernières théories modernes ont tendance à donner raison à M. Du Bellay (voir ci-dessous).

### Théories modernes
Parmi les historiens modernes, l'explication du naufrage la plus courante est la combinaison de facteurs rendant le navire instable. Lorsqu'une forte rafale de vent toucha les voiles au mauvais moment, les sabords ouverts se révélèrent fatals et le navire sombra rapidement,,. Coates offre une variante de cette hypothèse qui explique pourquoi un navire qui naviguait depuis plusieurs décennies et combattit même dans des eaux houleuses au large de la Bretagne sombra sans avertissement : le navire avait accumulé de la masse au cours de ses années de services qui le rendirent impropre à naviguer. Le fait que le navire ait viré après avoir tiré une bordée complète a été remis en question par Marsden car tous les canons retrouvés étaient chargés. Cela a été interprété comme la preuve que quelque chose avait mal tourné car un équipage expérimenté n'aurait certainement pas laissé les sabords ouverts avant d'effectuer un virement risqué. La plus récente étude du navire indique qu'il avait été modifié vers la fin de sa carrière, avec des changements trop importants pour que la Mary Rose conserve ses qualités marines. Marsden a suggéré que le poids des canons lourds supplémentaires avait pu accroître son tirant d'eau jusqu'à ce que la ligne de flottaison ne soit plus qu'à un mètre sous les sabords du pont principal.
Les affirmations d'insubordination de Peter Carew ont été renforcées par James Watt, un ancien directeur-général de la médecine au sein de la Royal Navy, qui s'appuie sur des documents concernant une épidémie de dysenterie à Portsmouth qui aurait empêché l'équipage de manœuvrer le navire correctement. De son côté, l'historien Richard Barker a suggéré que l'équipage était conscient du danger présenté par le navire et qu'il aurait refusé d'obéir aux ordres. Marsden a également rapporté que la biographie de Carew est à plusieurs reprises en contradiction avec la séquence d'événements décrite par les témoins français et anglais. Il rapporte également que la présence de 700 hommes à bord serait un nombre étonnamment élevé. Il est possible qu'avec le temps, le récit ait été enjolivé pour ajouter une touche dramatique. 
L'affirmation de Martin du Bellay selon laquelle une galère française avait coulé la Mary Rose a été décrite comme le « rapport d'un courtisan » par l'historien maritime Maurice-Raymond de Brossard. Du Bellay, comme ses deux frères, était proche du roi François Ier et avait beaucoup à gagner à présenter le naufrage comme une victoire française. Mais de leur côté, les observateurs et témoins Anglais étaient tout aussi proches du roi d'Angleterre Henri-VIII et avaient toutes les raisons pour prétendre que le naufrage était dû à un coup de vent plutôt qu'à une action de l'ennemi. Deux interprétations s'opposent. La première est celle de M. Brossard : selon lui, les sources anglaises, même si elles sont biaisées, n'ont rien à gagner en présentant le naufrage comme le résultat de l'incompétence de l'équipage, plutôt que de concéder la victoire aux galères françaises redoutées par les Anglais. Bien au contraire, il est plus valorisant d'imputer le naufrage à un coup du sort, une brusque rafale de vent, plutôt qu'aux qualités et au savoir-faire de l'ennemi français. L'historien français Onésime Tourde remarque en effet que ses homologues britanniques commettent dans leurs livres des « erreurs trop souvent volontaires […] au préjudice de la marine française ». Le témoignage et l'opinion de M. Du Bellay sont donc à prendre en considération. 
Dominic Fontana, géographe de l'université de Portsmouth, apporte son soutien à la version de Du Bellay en se fondant sur la représentation de la bataille du Cowdray Engraving et en appliquant les techniques modernes de système d'information géographique. En positionnant les flottes et en calculant les dernières possibilités de manœuvre de la Mary Rose après qu'elle a commencé à prendre l'eau, Fontana conclut que le navire a probablement été touché assez bas par un tir d'une galère française et s'est trouvé déstabilisé par la voie d'eau ainsi créée. Il interprète le dernier virage du navire vers le nord comme une tentative d'aller s'échouer sur les hauts-fonds quelques centaines de mètres plus loin. Alexzandra Hildred, experte qui travailla sur la Mary Rose, partage ce point de vue concernant la voie d'eau, mais suggère qu'au moment du naufrage, le navire tentait peut-être non de s'échouer mais d'éviter ces hauts-fonds.

### Expérimentation
En 2000, le programme What Sank the "Mary Rose"? (Qu'est-ce qui a coulé la Mary Rose ?), diffusé par la chaîne Channel 4, étudia les causes du naufrage à l'aide de modèles réduits et de poids métalliques pour simuler la présence des troupes sur les ponts supérieurs. Les premiers tests montrèrent que le navire était capable de réaliser le virement de bord décrit par les témoins sans chavirer. Dans les tests suivants, un ventilateur fut utilisé pour simuler la brise et le coup de vent qui eut lieu pendant le virement de la Mary Rose. Alors que le modèle réalisait son virage, le vent entraîna une gîte plus importante que dans les conditions initiales qui finit par faire chavirer le navire en quelques secondes. La séquence des événements est similaire à celle décrite par les témoins en particulier la vitesse à laquelle le navire sombra.

## Histoire de l'épave

### Premières tentatives de sauvetage

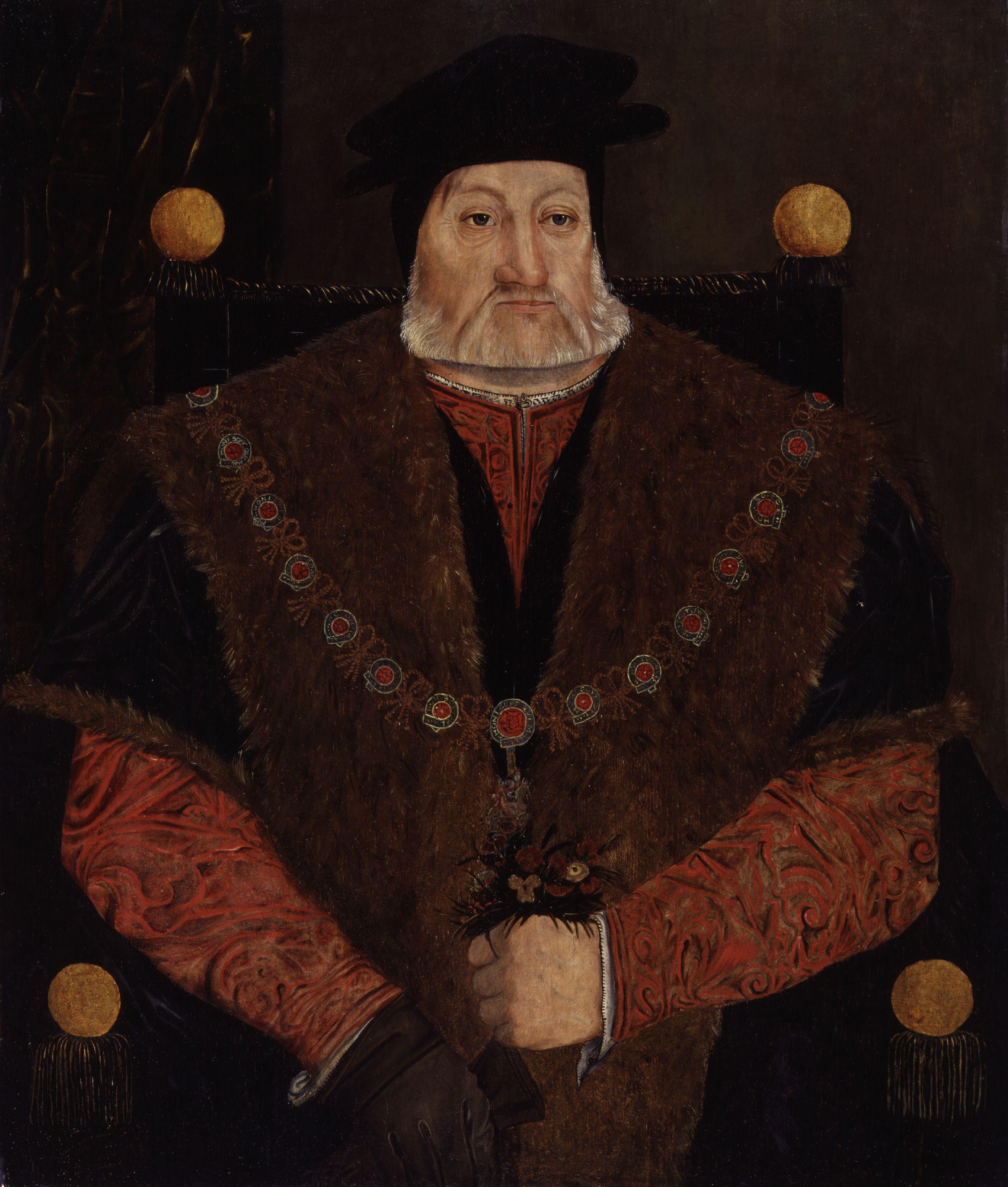
Charles Brandon, beau-frère du roi Henri VIII par son mariage avec Marie Tudor, organisa la tentative de renflouage ratée de 1545.

Une tentative de renflouage fut ordonnée par le secrétaire d'État William Paget quelques jours après le naufrage et Charles Brandon, le beau-frère du roi, fut chargé des détails techniques. L'opération suivait la procédure standard concernant le renflouage des navires : des câbles résistants étaient attachés au navire coulé et arrimés à deux navires ou pontons vides. À marée basse, les câbles étaient tendus avec des cabestans. À la marée montante, le flux soulevait les deux navires ainsi que l'épave qui était remorquée jusque dans des eaux moins profondes, où l'opération était répétée jusqu'à ce que l'ensemble du navire puisse être ramené à la surface.
Une liste d'équipements nécessaires fut rédigée le 1er août 1545 et incluait entre autres des câbles épais, des cabestans, des poulies et de grandes quantités de suif pour la lubrification. Les deux navires utilisés comme barges étaient le Jesus of Lübeck et le Samson pesant chacun 700 tonnes et étaient de taille similaire à la Mary Rose. L'opération fut principalement menée par des experts vénitiens. Brandon était si confiant dans le succès de l'opération qu'il assura le roi que cela ne serait qu'une question de jours avant que la Mary Rose ne soit ramenée à la surface. Cependant, l'optimisme se révéla non fondé. Le navire était penché suivant un angle de 60 degrés sur tribord et était largement enfoncé dans l'argile du fond marin. Cela rendait virtuellement impossible l'opération consistant à faire passer des câbles sous la coque et demandait bien plus de force pour soulever l'épave que si elle était posée sur un fond solide. Une tentative pour accrocher les câbles au mât principal fut un échec car le mât cassa net.

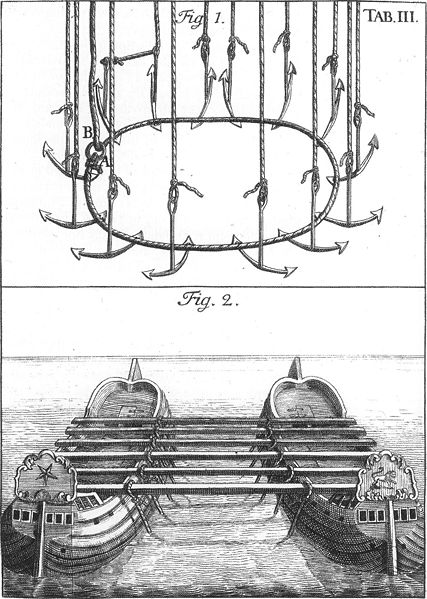
Illustration d'un traité sur le sauvetage de 1734, montrant la méthode traditionnelle de renflouement d'une épave à l'aide d'ancres et de pontons ou de carcasses de navires, pour l'essentiel la même méthode que celle utilisée pour extraire le Vasa au XXe siècle.

Le projet permit uniquement de remonter le gréement, plusieurs canons et d'autres objets. Au moins deux autres équipes de renflouage furent payées pour avoir remonté d'autres canons de l'épave en 1547 et 1549. En dépit de l'échec de la première opération de sauvetage, il y avait encore un espoir de renflouer la Mary Rose jusqu'en 1546 et elle fut représentée sur le rouleau d'Anthony aux côtés des autres navires de guerre anglais. On ne sait pas à quel moment tout espoir de remonter le navire complet fut déçu. Cela aurait pu être après la mort d'Henri VIII en janvier 1547 ou en 1549 lorsque les derniers canons furent récupérés. La Mary Rose resta dans les mémoires jusque tard dans le règne d'Élisabeth Ire et selon l'amiral William Monson (1569–1643), l'épave était visible depuis la surface à marée basse jusqu'à la fin du XVIe siècle.

### Détérioration
Après le naufrage, l'épave partiellement enterrée créa une barrière à angle droit contre les courants du Solent. Deux fossés se creusèrent de chaque côté de l'épave tandis que la vase et les algues commençaient à remplir le navire. L'action abrasive du sable et les activités des micro-organismes, des crustacés et des mollusques xylophages comme les tarets commencèrent à détruire la structure du navire. Finalement, les structures non enterrées s'affaiblirent et s'effondrèrent puis les sédiments recouvrirent complètement l'épave. Pendant le XVIe siècle une couche solide et compacte d’argile et de coquillages se referma sur l’épave, stabilisant le site et scellant des témoins de l’ère Tudor. Cependant les fréquents changements dans le système de marées et de courants dans le Solent firent que des éléments du navire émergeaient de temps à autre de la vase. C'est ainsi qu'elle fut redécouverte accidentellement en 1836 et put être localisée en 1971,,. Une fois le navire renfloué, on estima qu'environ 40 % de la structure originale avait survécu.

### Redécouverte auXIXesiècle
À l'été 1836, un groupe de cinq pêcheurs accrocha ses filets sur des morceaux de bois dépassant de la vase. Ils contactèrent un plongeur pour retirer l'obstacle et le 10 juin Henry Abbinett devint le premier homme à voir de près la Mary Rose depuis près de 300 ans. Par la suite, deux autres plongeurs professionnels, John Deane et William Edwards, furent appelés pour étudier la situation. À l'aide d'une combinaison en caoutchouc récemment inventée et d'un casque de plongée métallique, Deane et Edwards commencèrent à examiner l'épave et à en extraire des objets. Outre un assortiment d'objets en bois dont plusieurs arcs, ils remontèrent plusieurs canons de bronze et de fer qui furent vendus au Board of Ordnance pour 220 livres sterling (environ 17 000 livres de 2011). Cette vente entraîna une dispute entre Deane (qui avait également fait participer son frère Charles au projet), Abbinett et les pêcheurs qui les avaient engagés. La question fut finalement réglée en offrant aux pécheurs une part des bénéfices de la vente des premiers canons tandis que Deane recevait les droits exclusifs sur l'épave aux dépens d'Abbinett. L'épave fut rapidement identifiée comme étant celle de la Mary Rose grâce aux inscriptions sur l'un des canons de bronze fabriqué en 1537.

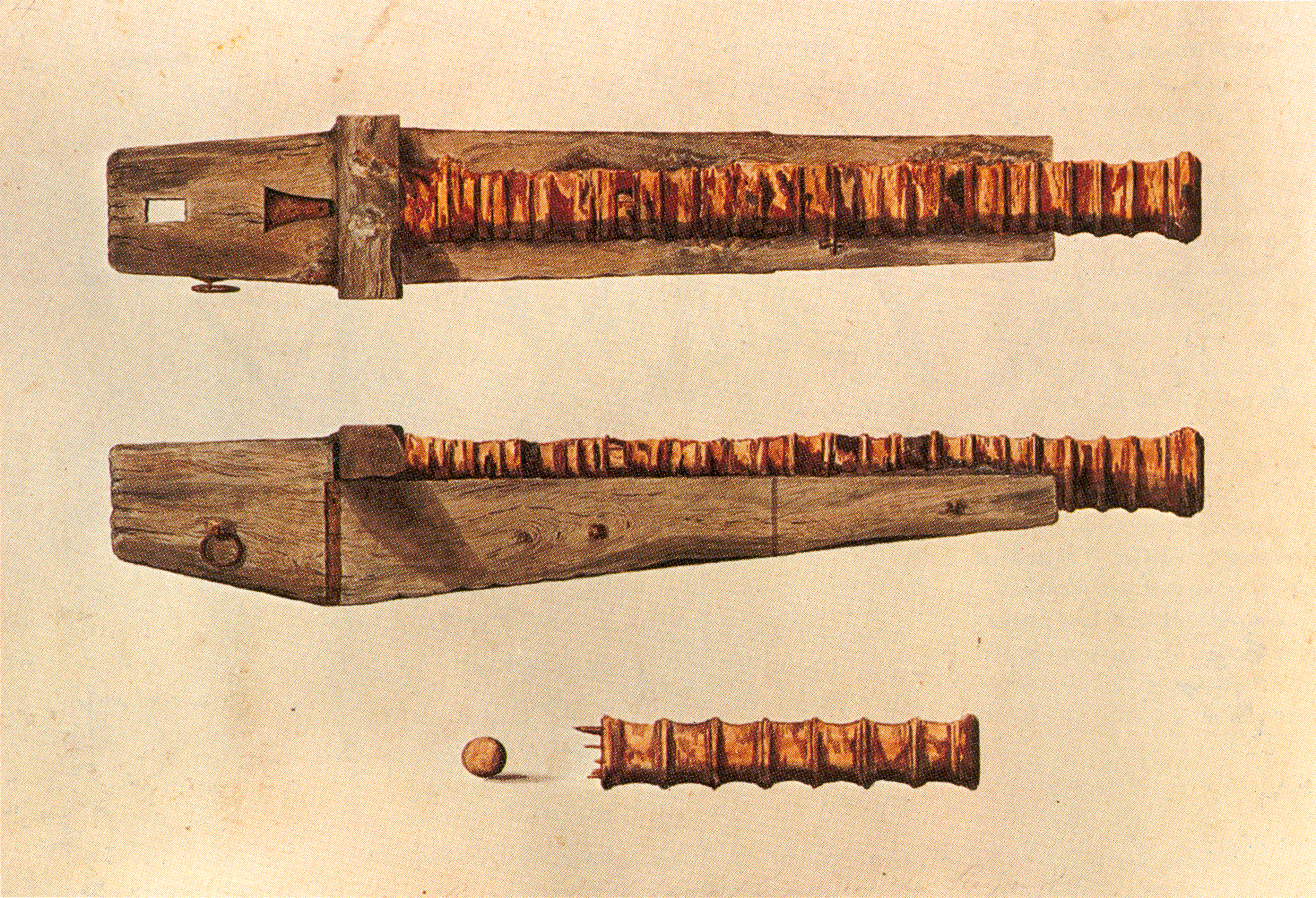
Aquarelle représentant deux perspectives d'un canon de fer complet avec son affût (les roues sont manquantes) et une partie d'un autre canon de fer. L'aquarelle fut réalisée pour enregistrer certaines découvertes des frères Deane entre 1836 et 1840.

L'identification du navire déclencha un vif intérêt du public pour les opérations de sauvetage et une grande demande pour les objets découverts s'ensuivit. Même si de nombreux objets ne purent pas être correctement conservés à l'époque et se détériorèrent, la plupart furent documentés et représentés sous forme de dessins qui nous sont parvenus. John Deance cessa de travailler sur l'épave en 1836 mais y revint en 1840 avec de nouvelles méthodes destructrices. Avec l'aide de boules remplies de poudre achetées au Board of Ordnance, il tenta de se frayer un chemin à travers la couche d'argile compactée recouvrant l'épave. Des fragments de bombes et des traces d'explosions ont été retrouvés lors des fouilles modernes mais il semble que Deane ne soit pas parvenu jusqu'au cœur du navire. Deane prétendit avoir retrouvé une pompe de cale et la partie inférieure du mât principal. La récupération d'objets en bois comme des arcs suggère que Deane a néanmoins réussi à pénétrer assez profondément dans l'épave mais cela a été contesté par la directrice des fouilles Margaret Rule. Les journaux couvrant les opérations de Deane en octobre 1840 rapportèrent que le navire était construit avec des bordages à clins ; mais comme seul le château de poupe était construit de cette manière, il est plus probable que Deane n'a pas pénétré dans la couche d'argile compactée qui recouvrait la plus grande partie de l'épave mais aurait seulement réussi à entrer dans des restes du château de poupe qui n'existent plus aujourd'hui. En dépit des méthodes brutales employées par Deane, la Mary Rose échappa à la destruction complète par explosifs ou par de grands râteaux, ce qui fut le destin d'autres épaves du Solent.

### Période moderne
L'exploration moderne de la Mary Rose fut initiée par le Sub-Aqua Club britannique en 1965 dans le cadre d'un projet visant à localiser des épaves dans le Solent. Le projet était sous la direction de l'historien, journaliste et plongeur amateur Alexander McKee. Un autre groupe mené par le lieutenant commander Alan Bax de la Royal Navy et soutenu par le Committee for Nautical Archaeology à Londres organisa également une équipe de recherche. Initialement, les deux équipes avaient des vues différentes sur l'endroit où chercher l’épave mais finirent par joindre leurs forces. En février 1966, une carte de 1841 marquant l'emplacement de la Mary Rose et de plusieurs autres épaves fut découverte. La position donnée par la carte coïncidait avec une tranchée, l'un des deux fossés autour de l'épave de la Mary Rose, déjà découverte par l'équipe de McKee et l'emplacement exact fut finalement établi à 3 km au sud de l'entrée du port de Portsmouth (50° 46′ N, 1° 06′ O) à environ 11 m de profondeur à marée basse. Les plongées sur le site commencèrent en 1966 et un sonar utilisé par Harold Edgerton en 1967-1968 révéla une masse enterrée. En 1970, une pièce de bois fut découverte et le 5 mai 1971, les premiers détails de la coque enterrée apparurent après avoir été partiellement dégagés par les tempêtes hivernales,.
Un problème majeur auquel dut faire face l'équipe de recherche dès le début des fouilles était que l'arsenal juridique britannique ne contenait aucun dispositif légal pour protéger les sites d’épaves des pillages et des chasseurs de trésors. Les épaves étaient légalement traitées comme propriétés personnelles et étaient accordées au premier qui pourrait les renflouer. Le Merchant Shipping Act de 1894 stipulait également que tous les objets récupérés sur une épave pouvaient être vendus aux enchères pour financer les opérations de sauvetage et rien n'empêchait de « piller » l'épave pour en obtenir un profit. Le problème fut résolu par la création d'une organisation, le Mary Rose Committee, dont l'objectif était de « fouiller, extraire, remonter et préserver pour toujours les vestiges du navire la Mary Rose comme étant d'intérêt historique et archéologique ».
Pour éviter les pilleurs, le comité arrangea une location temporaire du fond marin où se trouvait l'épave auprès des autorités de Portsmouth. Rétrospectivement, il s'agissait du seul moyen légal ayant une chance de tenir devant un tribunal. De plus, le secret fut gardé sur l'emplacement exact de l'épave pour réduire les risques de fouilles clandestines. Le 5 février 1973, le vote du Protection of Wrecks Act permit de déclarer d'intérêt historique national la Mary Rose et la protégeait de toute fouille commerciale. Malgré cette loi, des conflits prolongés se poursuivirent car on pouvait toujours craindre que des objets « personnels » comme des coffres, des vêtements ou des ustensiles de cuisine puissent néanmoins être vendus aux enchères.

#### Étude et fouilles
À la suite de la découverte de l'épave en 1971, le projet attira une attention grandissante du public et des médias. Cela permit de recueillir des dons en argent et en équipement principalement de la part d'organismes privés. En 1974, le comité était composé de membres du National Maritime Museum, de la Royal Navy, de la BBC et d'organismes locaux. Le projet reçu le patronage du prince de Galles qui participa également à des plongées sur le site. Cela fit encore plus de publicité et permit de recueillir d'autres fonds. Les objectifs du Mary Rose Committee étaient maintenant officiellement et définitivement confirmés. Le comité était devenu un organisme reconnu d'utilité publique, ce qui lui permit de lever plus facilement des fonds et les demandes de fouilles furent officiellement approuvées par le gouvernement britannique en 1974.
En 1978, les fouilles initiales avaient découvert une large partie du site et révélaient une épave bien conservée dont la coque pointait vers le nord et était penchée selon un angle de 60° sur tribord et légèrement inclinée vers la proue. Comme il n'existe plus aucun document concernant les techniques de construction navale utilisées à l'époque, l'étude de la Mary Rose allait permettre de considérablement accroître nos connaissances. Cependant, la poursuite des fouilles et le retrait des couches protectrices de vase menaçaient d'entraîner une dégradation voire la destruction de la structure. Les opérations de fouille devaient donc être réalisées en peu d'années afin d'éviter des dommages irréversibles. Il fut également jugé préférable de repêcher et de préserver les vestiges de l'épave si possible. Pour la première fois, le projet devait faire face aux difficultés concernant le renflouement, la conservation et l'exposition de la coque au public.
Pour gérer cette nouvelle mission beaucoup plus complexe et onéreuse, il fut décidé de créer une nouvelle organisation, le Mary Rose Trust, une association à but non lucratif. En 1979, un nouveau navire de sauvetage fut acheté pour remplacer l'ancien catamaran de 12 m Roger Greenville qui était utilisé depuis 1971. Le choix se porta sur le navire de sauvetage Sleipner, le même navire qui avait été utilisé pour les opérations sur le Vasa. Le personnel du projet passa d'une équipe de 12 volontaires travaillant quatre mois par an à plus de 50 personnes travaillant presque jour et nuit neuf mois par an. De plus, il y avait 500 plongeurs volontaires et une équipe de 70 personnes travaillant dans les locaux de conservation sur la côte,. Durant les quatre saisons de plongée de 1979 à 1982, il y eut plus de 22 000 heures de plongée sur le site soit l'équivalent de 11,8 années.

#### Récupération
Récupérer la Mary Rose signifiait surmonter de nombreux problèmes délicats qui n'avaient encore jamais été rencontrés. Le renflouage du navire de guerre suédois Vasa en 1959-1961 était le seul précédent comparable mais l'opération avait été plus simple car la coque était quasiment intacte et reposait verticalement sur le fond marin. Il fut soulevé par des méthodes comparables à celles employées à l'époque des Tudors : des câbles furent passés sous le navire et attachés à une paire de pontons de levage qui soulevèrent l'ensemble avant de le remorquer vers des eaux moins profondes. Seul un tiers de la Mary Rose était intact et elle était largement enfoncée dans la vase. Si la coque était soulevée avec les méthodes habituelles, il n'y avait aucune garantie qu'elle y résistât. De nombreuses suggestions furent étudiées, dont la construction d'un batardeau autour du site de l'épave, le remplissage de l'épave avec des petits objets flottants (comme des balles de ping-pong) ou même la congélation du fond marin autour de l'épave qui permettrait de faire flotter l'ensemble intact. Après de longues discussions, il fut décidé en février 1980 que la coque serait d'abord vidée de tout son contenu avant d'être renforcée par des anneaux et un cadre métallique. Elle serait ensuite soulevée hors de l'eau par une grue flottante avec des câbles en nylon qui la transférerait dans un berceau. Il fut également décidé de réaliser cette récupération avant la fin de la saison de plongée de 1982 car si la coque restait trop longtemps sans protection, des dégâts irréversibles seraient à craindre.
Durant la dernière année de l'opération, le fardeau du projet commença à prendre son tribut sur les membres impliqués. En mai 1981, Alexandre McKee exprima ses inquiétudes concernant la méthode choisie pour le sauvetage et remit en question la position de Margaret Rule en tant que chef de projet. McKee se sentait ignoré dans un projet dans lequel il considérait avoir joué un rôle central, en tant qu'initiateur de la recherche de la Mary Rose et d'autres épaves dans le Solent et en tant que membre actif dans les opérations de plongée. D’autres participants s’étaient ralliés à son point de vue, présentant combien l’échec serait embarrassant si le navire était détérioré dans le processus. Pour répondre à ces inquiétudes, on proposa de placer la coque dans un berceau tant qu'elle était encore immergée afin d'éviter les risques d'endommagement de la structure en bois si elle était soulevée hors de l'eau sans un support approprié. L'emploi de câbles en nylon fut rejeté en faveur du perçage de 170 trous dans la coque permettant de fixer des boulons métalliques pour faire passer des câbles reliés au cadre de levage.

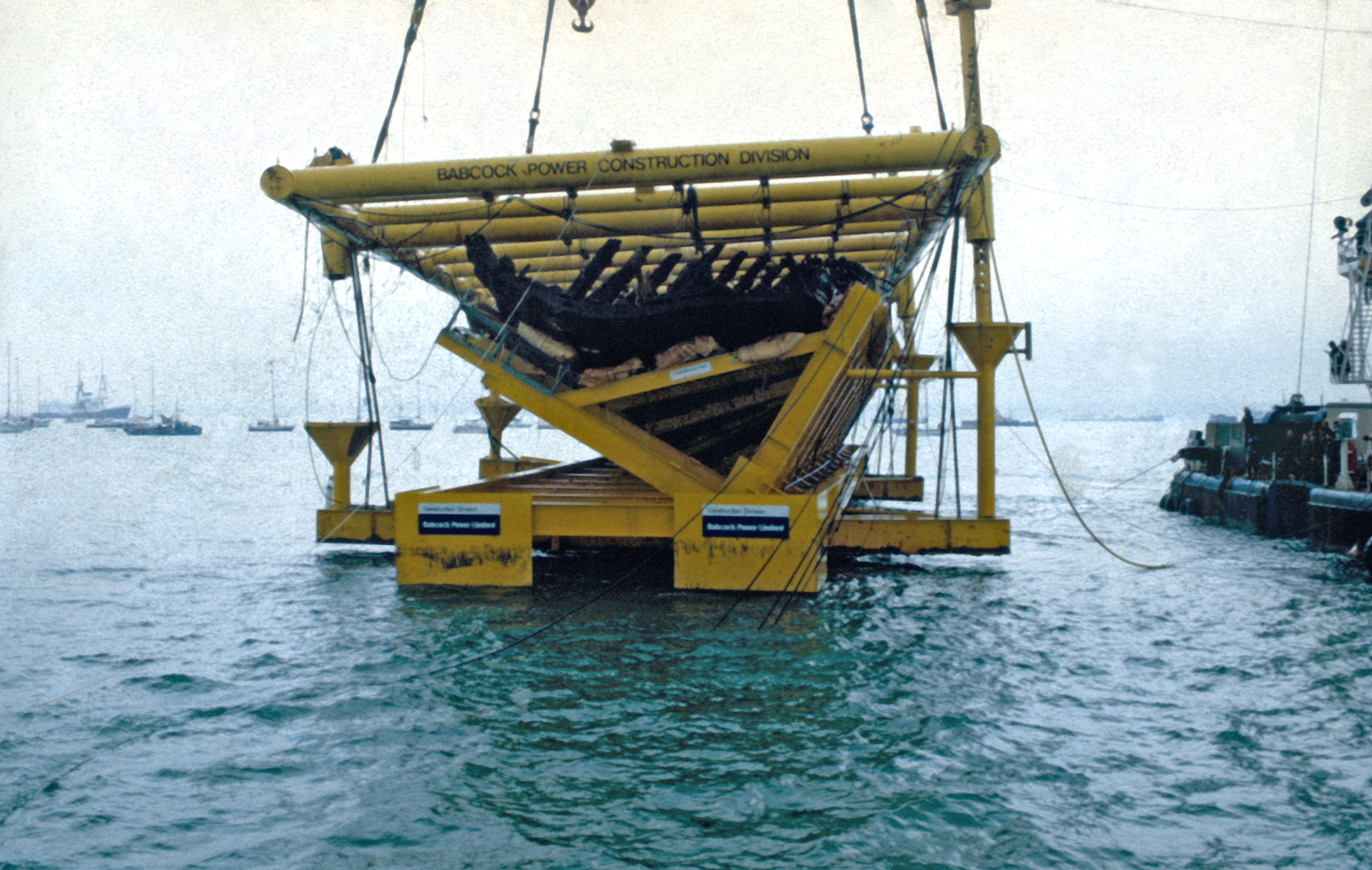
L'épave de la Mary Rose hors de l'eau le 11 octobre 1982.

Au printemps 1982, après trois années de travaux archéologiques sous-marins intenses, les préparatifs commencèrent pour la récupération. L'opération affronta de nouveaux problèmes. Les plongeurs sur le site appartenaient aux Royal Engineers qui furent réquisitionnés lors du déclenchement de la guerre des Malouines. De même, l'équipe rencontrait des difficultés avec les équipements et les méthodes de levage. Après que le cadre eut été correctement attaché à la coque, il fut lentement soulevé par quatre vérins hydrauliques disposés autour du site de l'épave pour tirer le navire hors de la vase. La massive grue flottante Tog Mor fut ensuite utilisée pour déplacer le cadre et la coque sur le berceau spécialement conçu qui fut matelassé avec des sacs remplis d'eau. Le matin du 11 octobre 1982, l'ensemble du berceau, de la coque et du cadre commença à s'élever. À 9h03, les premières poutres de la Mary Rose émergèrent en présence de l'équipe de sauvetage, du prince Charles et de spectateurs sur des navires privés. Une seconde série de sacs sous la coque fut gonflée avec de l'air pour servir de coussin au bois gorgé d'eau et l'ensemble fut transféré sur une barge qui le transporta sur la côte. Bien que finalement couronnée de succès, l'opération de sauvetage manqua d'échouer à deux reprises : la première lorsque l'un des vérins hydrauliques du cadre plia et dut être remplacé, et la seconde lorsque l'un des coins du cadre glissa sur plus d'un mètre dans un « crissement inoubliable » et manqua d'écraser une partie de l'épave,.

## Archéologie

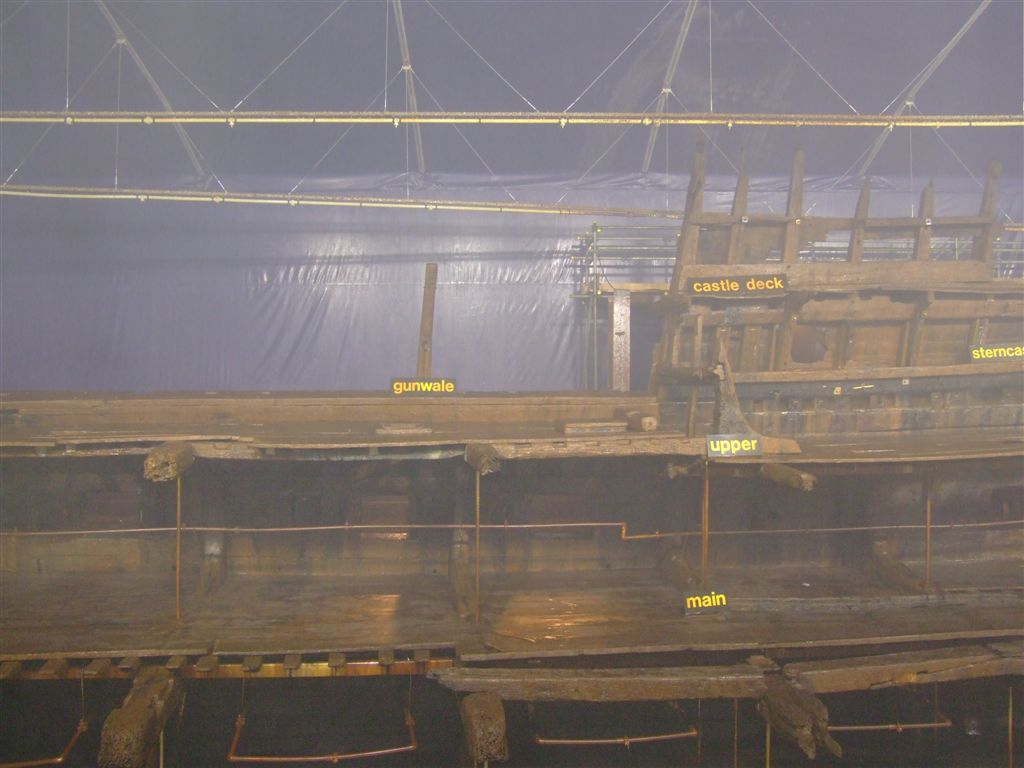
Les différents ponts de la Mary Rose.

Étant l'un des projets les plus ambitieux et les plus coûteux de l'histoire de l'archéologie maritime, le projet Mary Rose permit de faire de grandes avancées dans ce domaine en Grande-Bretagne. En plus de devenir l'une des premières épaves protégées sous l'égide du Protection of Wrecks Act de 1973, il s'agissait de la première fois qu'un projet à fonds privés était capable de mettre en œuvre tous les standards scientifiques modernes sans avoir à vendre une partie des artéfacts découverts pour se financer. Le sauvetage permit la création du premier musée britannique abritant une épave historique et l'exhumation de l'épave de la Mary Rose démontra qu'il était possible d'atteindre le même niveau de rigueur dans des fouilles sous-marines que terrestres.
Tout au long des années 1970, la Mary Rose fut méticuleusement étudiée avec les dernières méthodes disponibles dans le domaine de l'archéologie maritime. Le travail sous l'eau faisait que les techniques de fouilles terrestres ne s'appliquaient pas toujours. Des excavateurs mécaniques et des tuyaux aspirateurs furent utilisés pour repérer l'emplacement de l'épave mais lorsque celle-ci fut découverte, des méthodes plus délicates furent employées. De nombreux objets issus de la Mary Rose avaient été bien préservés mais étaient devenus très fragiles et requéraient une manipulation délicate. Les plongeurs utilisèrent même de vieux emballages de crème glacée, et des flèches « molles comme du fromage fondu » furent remontées dans des conteneurs spéciaux remplis de mousse de polystyrène. Les tuyaux aspirateurs qui retiraient l'argile, le sable et la vase étaient toujours utilisés mais avec une plus grande précision car ils risquaient de bouleverser le site. En effet, les différentes couches de sédiments qui s'étaient accumulés permettaient de dater les artéfacts et devaient être correctement recensées. Les différents types d'accrétion et de résidus chimiques étaient des indices essentiels pour étudier les objets depuis longtemps disparus et devaient également être traités avec des précautions considérables.
La récupération mit fin aux opérations de plongée même si des échafaudages modernes et des parties de la poupe étaient laissées au fond. La pression sur les conservateurs pour traiter les dizaines de milliers d'objets et les coûts élevés pour les conserver, les stocker et les exposer réduisaient les fonds disponibles pour les plongées. En 2002, le ministère de la Défense britannique annonça la construction de deux nouveaux porte-avions. Du fait de leur grande taille, l'entrée du port de Portsmouth devait être cartographié pour s'assurer qu'ils pourraient naviguer quelle que soit la marée. Le chenal prévu passait tout près du site de la Mary Rose et de nouvelles fouilles furent financées. Finalement, les dimensions des porte-avions furent réduites et ne nécessitaient plus de modifications de l'entrée du port, néanmoins les fouilles se poursuivirent et se terminèrent en 2005. Parmi les plus importantes trouvailles figurent l'étrave de 10 mètres et une autre partie de la quille qui permirent de raffiner le profil exact du navire.

### Objets découverts

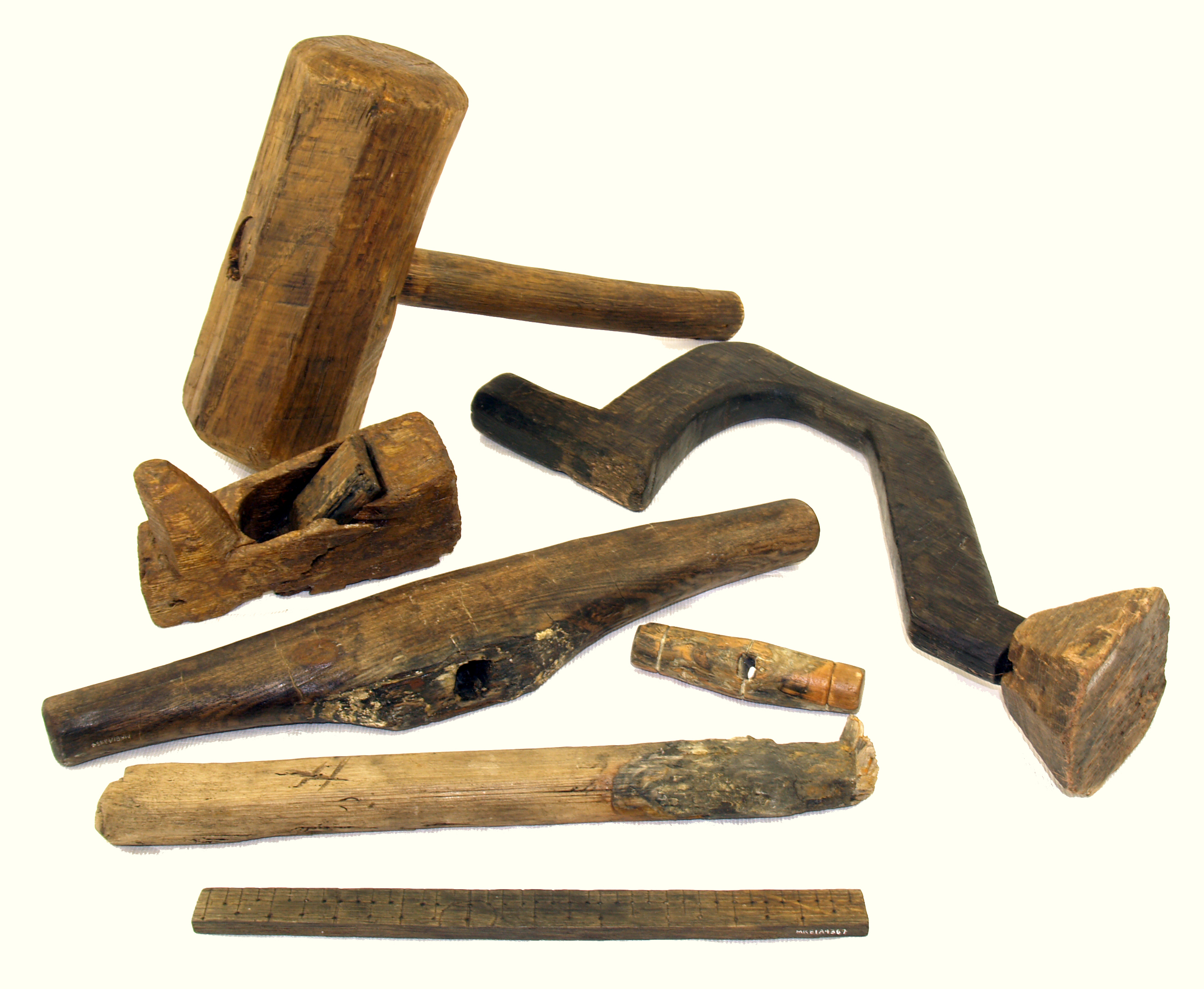
Un maillet, une chignole, un rabot, une règle et d'autres outils de charpentier. Ces derniers furent retrouvés dans des coffres situés dans l'une des cabines du pont principal.

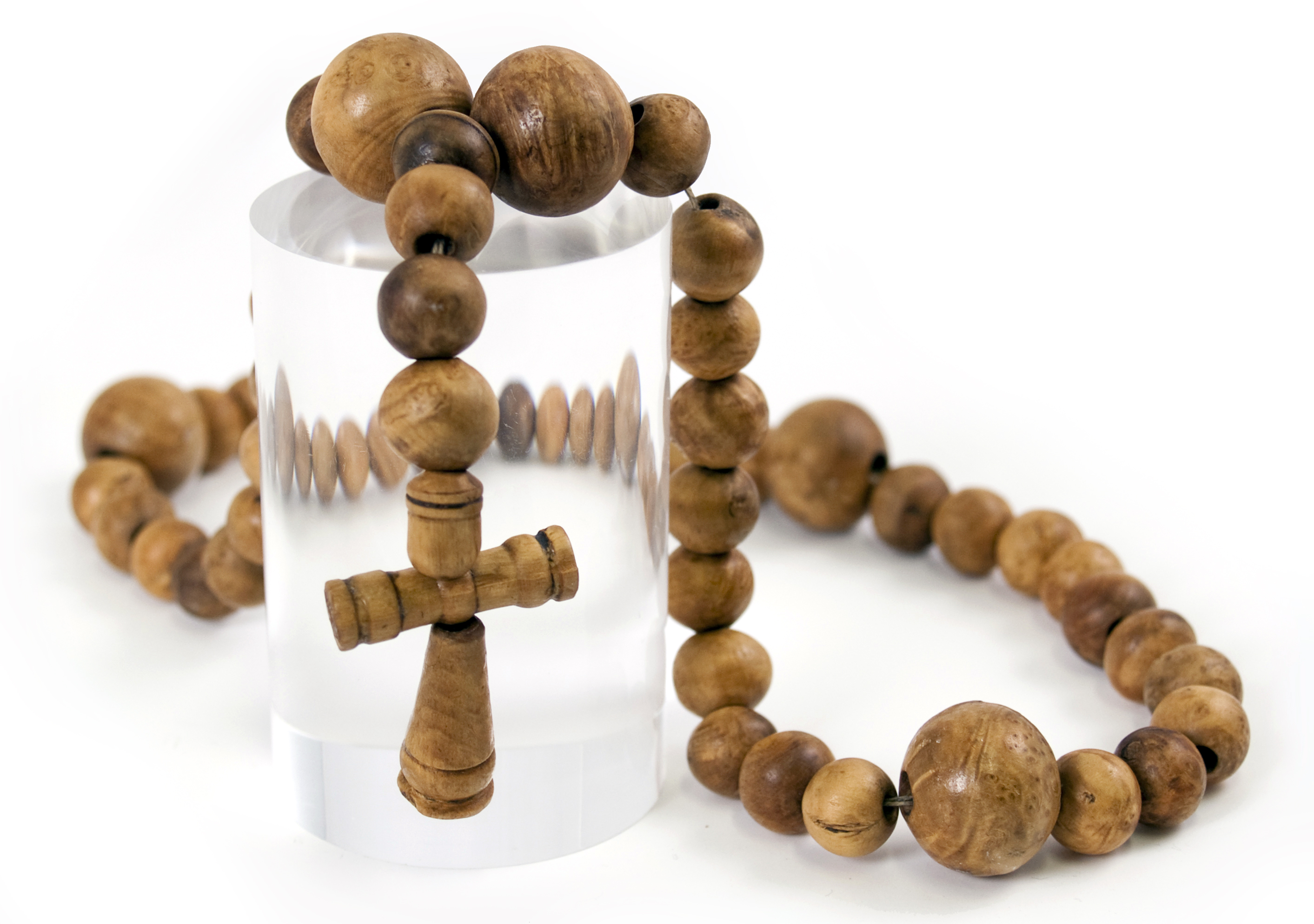
L'un des nombreux chapelets retrouvés sur la Mary Rose

En plus des restes de la moitié des membres d'équipage environ, plus de 26 000 artéfacts et pièces de bois furent sauvées. Comme le navire était conçu comme une communauté flottante autonome, des victuailles (nourriture et eau douce) étaient stockées pour permettre à l'équipage de survivre sur une période prolongée. Les tonneaux utilisés sur la Mary Rose ont été comparés avec ceux de l'épave d'un navire de commerce datant des années 1560 et se sont révélés de meilleure qualité, plus robustes et fiables, et cela nous indique que la marine des Tudors s'approvisionnait en priorité en tonneaux de grande qualité avec des normes sévères. En tant que société miniature en mer, l'épave de la Mary Rose contenait des objets appartenant aux membres d'équipage y compris vêtements, divers objets religieux, récréatifs ou destinés aux tâches quotidiennes, comme pour l'hygiène personnelle, la pêche ou la couture.
Le navire accueillait de nombreux artisans qui étaient capables de gérer les tâches de maintenance et de réparer les dégâts causés par les combats. Dans l'une des cabines du pont principal et ses alentours, sous le château de poupe, les archéologues découvrirent une « collection d'objets liés au travail du bois… sans précédent en qualité et quantité » consistant en huit coffres. En plus des maillets et des pots de goudron permettant de calfater, cette série d'objets appartenait au charpentier ou aux charpentiers employés sur la Mary Rose.
La plupart des canons et des autres armes découvertes sur la Mary Rose ont fourni des informations inestimables sur la technologie militaire du XVIe siècle. Les gunshields survivants sont quasiment tous issus de la Mary Rose et les quatre petits canons de fer tirant de la mitraille sont les seuls exemples connus de ce type d'arme.

#### Instruments de musique
Deux violons, un archet, une chalemie calme, trois galoubets et un tambourin avec une baguette furent retrouvés dans l'épave. Ils avaient probablement appartenu à des membres de l'équipage et auraient pu servir à donner le rythme du travail dans le gréement ou aux cabestans sur les ponts supérieurs. Le tambourin était le plus ancien exemplaire connu de ce type et la baguette était d'un style encore inconnu. Les galoubets étaient considérablement plus longs que tous les autres exemplaires de la période et prouvèrent que les illustrations contemporaines, jusqu'alors considérée avec méfiance, représentaient bien de vrais instruments. Avant la découverte de la chalemie de la Mary Rose, un prédécesseur du hautbois, les historiens des instruments étaient déconcertés par des références à des « chalemies calmes » dont on disait qu'elles avaient un son moins aigu que les chalemies antérieures. La chalemie calme disparut de la scène musicale au XVIe siècle et l'exemplaire de la Mary Rose est le seul encore existant. Une reproduction de la chalemie fut réalisée et jouée. En plus du galoubet et du tambourin, elle apportait une « partie basse très efficace » qui aurait produit un « son riche et généreux, offrant une excellente musique pour danser sur le pont du navire ». Des reproductions des violons furent également réalisées mais leur forme est moins connue car les manches et les cordes ont disparu.

#### Outils de navigation
Dans les restes d'une petite cabine dans la proue du navire et dans quelques autres endroits du navire, les archéologues ont retrouvé les plus anciens instruments de navigation datés en Europe : des boussoles, des pieds à coulisse, une règle de cartographie, des rapporteurs, des sondes à main, des almanachs des marées et un loch, un instrument permettant de calculer la vitesse du navire. Plusieurs de ces objets sont non seulement uniques de par leur ancienneté, précisément datée, mais également parce qu'ils sont antérieurs aux plus anciens documents relatifs à leur existence. Les rapporteurs étaient certainement utilisés pour mesurer des distances sur des cartes mais il n'existe aucun document relatant l'utilisation de portulans par les Anglais durant la première moitié du XVIe siècle. De même, les boussoles ne furent pas représentées sur les navires anglais avant les années 1560 et la première mention d'un loch date de 1574.

#### Cabine du barbier-chirurgien

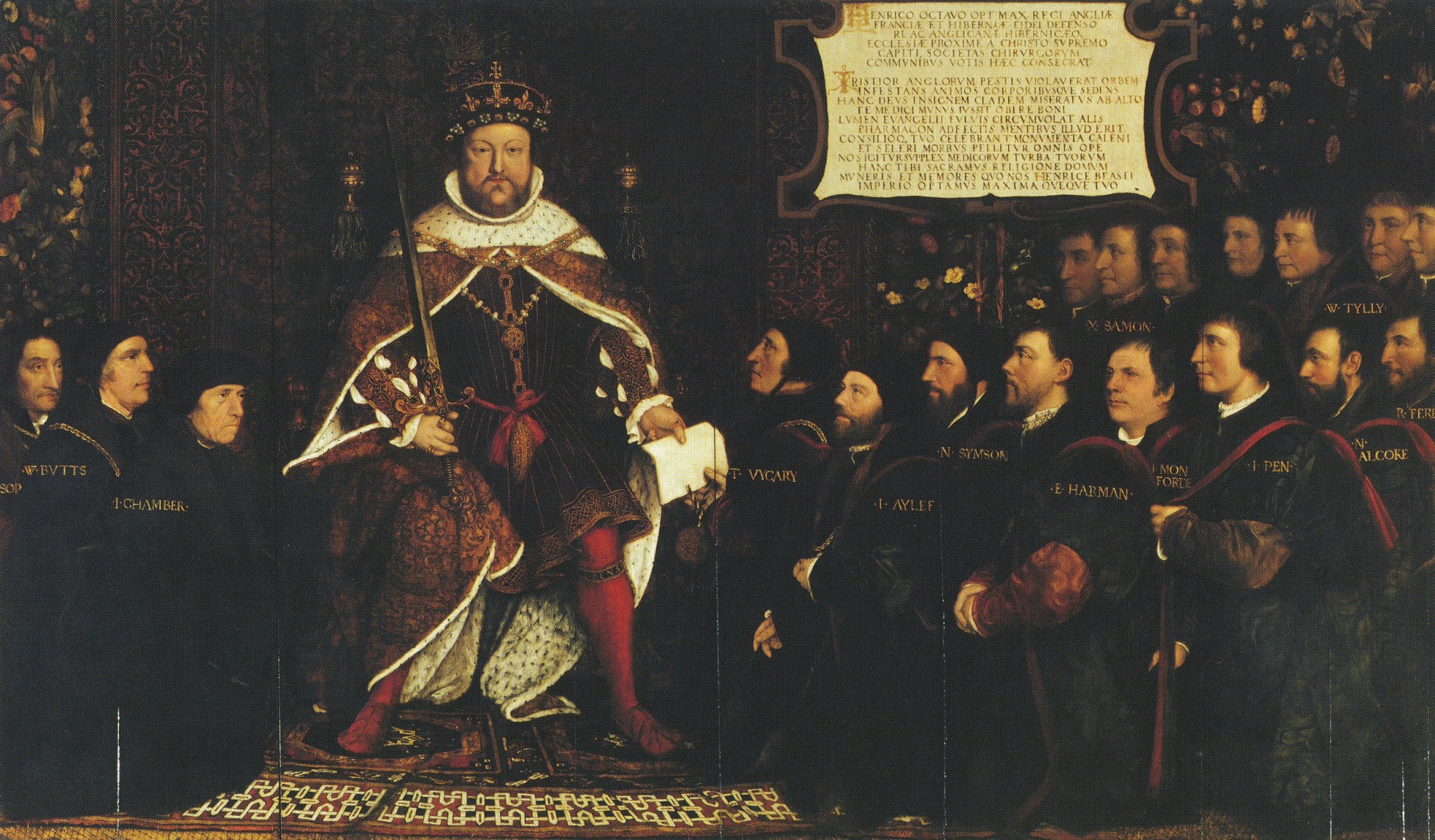
En plus des équipements médicaux, les archéologues ont retrouvé des objets personnels appartenant au barbier chirurgien dont une coûteuse coiffe en soie identique à celles portées par les membres de la Worshipful Company of Barbers dans cette peinture d'Hans Holbein le Jeune en 1540.

La cabine située sur le pont principal sous le château de poupe a été attribuée au barbier chirurgien. C'était un professionnel entraîné qui supervisait la santé et le bien-être de l'équipage et agissait comme expert médical à bord. La plus importante découverte fut un coffre en bois intact contenant plus de 60 objets relatifs à la pratique de la médecine : les manches en bois d'un ensemble complet d'instruments chirurgicaux dont des rasoirs (bien que les lames ne nous soient pas parvenues), une seringue en cuivre pour le nettoyage des plaies et le traitement de la gonorrhée et même un système artisanal de biberons pour nourrir les patients handicapés. Des curettes pour le nettoyage des conduits auditifs, des nécessaires de rasage et des peignes ont également été retrouvés. Avec cette vaste panoplie d'outils, le barbier-chirurgien, peut-être aidé par un ou plusieurs assistants, pouvait réduire des fractures, réaliser des amputations, soigner diverses blessures légères, traiter des maladies et fournir à l'équipage de quoi assurer un minimum d'hygiène personnelle.

### Conservation

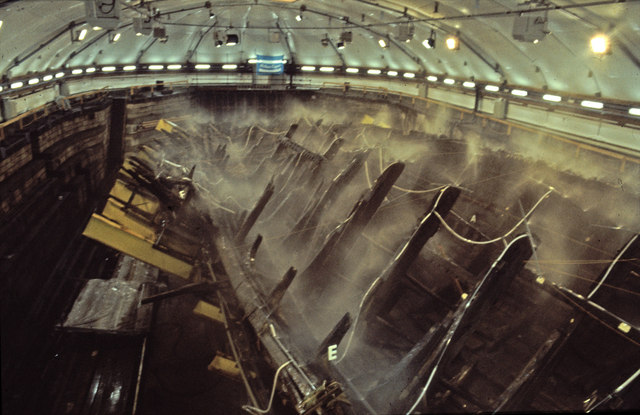
La Mary Rose commença à être aspergée avec de l'eau en mars 1984. Entre décembre 1984 et juillet 1985, le berceau en acier fut progressivement basculé pour redresser la coque en position verticale.

La préservation de la Mary Rose et de son contenu, largement financée par le National Heritage Memorial Fund, était un volet essentiel du projet et ce dès son commencement. Bien que de nombreux artéfacts, particulièrement ceux qui étaient enterrés dans la vase, eussent été préservés, leur long séjour dans l'environnement sous-marin les avait rendus très sensible à l'exposition à l'air après leur récupération. Les archéologues et les conservateurs devaient travailler en tandem pour limiter les dégradations. Après leur remontée, les découvertes étaient placées dans des rangements passifs qui permettaient d'éviter une détérioration immédiate en attendant un traitement de conservation actif qui permettrait de les exposer à l'air libre. Ces rangements passifs dépendaient du type de matériau composant l'objet. Les plus petits objets en bois étaient placés dans des sacs plastiques scellés pour conserver l'humidité. Les charpentes et les objets trop grands pour être placés dans des sacs plastiques étaient placés dans de grands réservoirs d'eau non fermés. Le développement de champignons et de micro-organismes qui pouvaient dégrader le bois était contrôlée grâce à de nombreuses techniques dont le stockage à basse température, l'utilisation de produits chimiques et, dans le cas de grands objets, de lymnées qui se nourrissent des organismes xylophages mais pas du bois lui-même.
Les autres matériaux organiques comme le cuir et les textiles étaient traités de manière similaire en les conservant humides dans des réservoirs ou des sacs plastiques scellés. Les os, l'ivoire, le verre, la céramique et la pierre étaient dessalinisés pour éviter les dommages liés à la cristallisation du sel. Les objets en fer, en cuivre et en alliage de cuivre étaient conservés humides dans des solutions de sesquicarbonate de sodium pour éviter l'oxydation et les réactions chimiques avec les chlorures qui avaient pénétré la surface. Les alliages de plomb et d'étain étant naturellement stables, ils ne requéraient aucun traitement spécial. L'or et l'argent étaient les seuls matériaux qui ne demandaient pas de stockage passif.

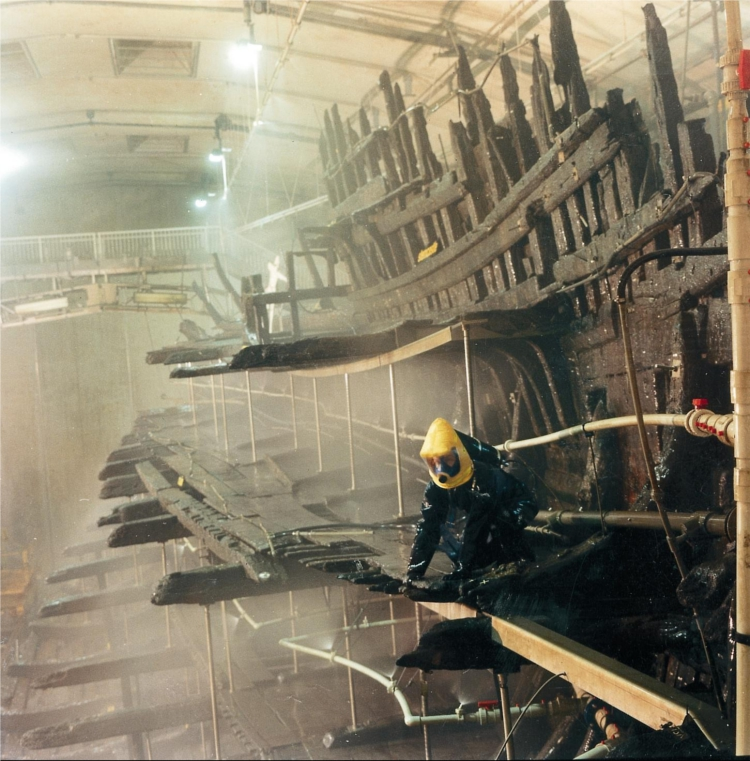
Préservation de la coque par aspersion de polyéthylène glycol.

Conserver la coque de la Mary Rose était la partie la plus complexe et coûteuse du projet. En 2002, une donation de 4,8 millions de livres de la part de l'Heritage Lottery Fund et d'une somme similaire de la part de la ville de Portsmouth et des conseils locaux fut jugée indispensable pour poursuivre les travaux de conservation selon le calendrier établi. Pour des raisons techniques, la structure du navire ne pouvait pas être placée dans un local complètement scellé et elle fut aspergée en permanence avec de l'eau douce recyclée conservée à une température d'environ 5 °C pour empêcher la coque de sécher. Le séchage du bois détrempé par des siècles d'immersion sans mesure de conservation appropriée entraîne une contraction importante (de 20 à 50 %) et créé des fissures et des torsions lorsque l'eau quitte la structure cellulaire du bois. Le polyéthylène glycol (PEG) avait déjà été utilisé auparavant pour la conservation des objets en bois et dans le cadre du projet de conservation du Vasa. Après près de dix ans d'essais à petite échelle, une phase de conservation en trois étapes de la coque commença en 1994. Lors de la première phase qui dura de 1994 à 2003, le bois fut aspergé avec du PEG pour remplacer l'eau de la structure cellulaire du bois. De 2003 à 2010, du PEG avec une plus grande concentration fut utilisé pour renforcer les propriétés mécaniques de la coque. Lors de la dernière phase qui dura jusqu'en 2016, la coque sécha progressivement sous atmosphère strictement contrôlée.
Mais en 2020, l'équipe du musée abritant l'épave fait appel à l'European Synchrotron Radiation Facility afin d'apporter de nouvelles solutions de conservation. De minuscules fragments de bois sont envoyés à Grenoble et analysés par les puissants faisceaux de rayons X avec tomodensitométrie de l'ESRF. Il ressort de l'étude publiée en octobre 2021 que des nanoparticules contenant du zinc et provenant d'anciennes colonies de bactéries anaérobies provoquent la détérioration de la structure en bois. De plus, le polyéthylène glycol utilisé depuis 1994 se décompose en acides et menace également la structure du navire de guerre. Après l'établissement du nouvel état de la coque, les scientifiques peuvent établir une autre stratégie de conservation.

## Exposition

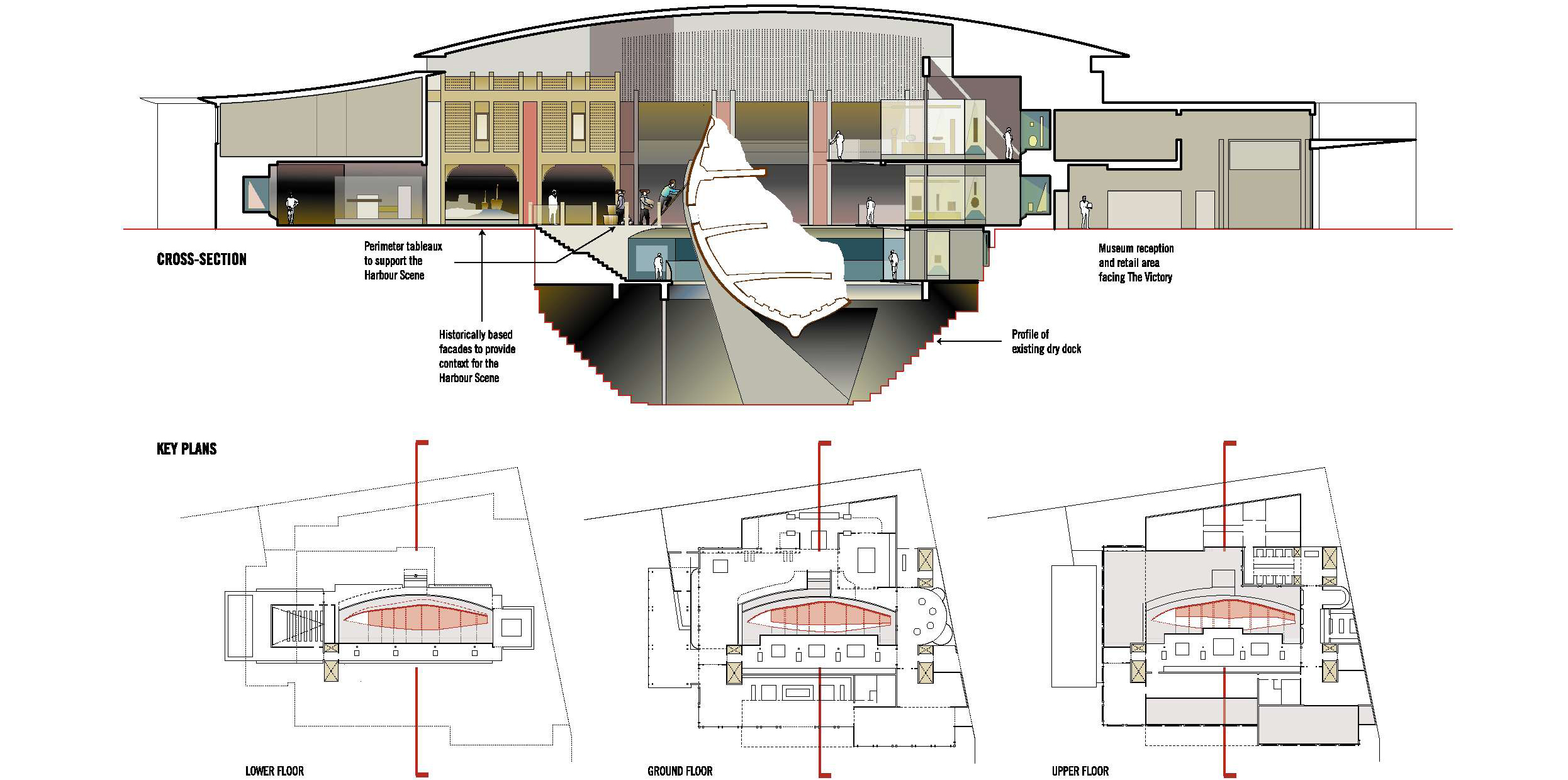
Plan du nouveau Mary Rose Museum.

Une fois la Mary Rose renflouée, un débat pour définir où l'exposer fut lancé. L'extrémité orientale de l'île Portsea dans le quartier d’Eastney apparut comme une première possibilité mais fut rejetée par manque de capacité de stationnement, et du fait de son éloignement avec le lieu où le navire avait été construit. Il fut également proposé en juillet 1981 de la placer à côté du célèbre navire amiral HMS Victory d'Horatio Nelson à Portsmouth. Un groupe nommé Maritime Preservation Society proposa de situer le musée au Southsea Castle d'où Henri VIII avait observé le naufrage. Finalement, la décision fut prise de créer le musée autour du bâtiment de restauration de la coque de la Mary Rose.
Depuis le milieu des années 1980, la coque de la Mary Rose est conservée dans une cale sèche couverte du Portsmouth Historic Dockyard où elle subit des mesures de conservation. Bien que la coque soit exposée au public, le besoin de conserver le navire dans une atmosphère saturée en eau puis en polyéthylène glycol impliquait que le public devait être séparé de la coque par une vitre. Malgré cela, le hall d'exposition spécialement construit fut visité par plus de sept millions de visiteurs entre son ouverture le 4 octobre 1983, moins d'un an après le renflouage du navire et 2007,.
Un musée séparé fut aménagé dans un bâtiment à proximité de la salle exposition et fut ouvert au public le 9 juillet 1984. Il abrite une exposition détaillant l'histoire du navire et présentant les artéfacts récupérés, depuis les canons jusqu’aux objets personnels. La construction d'un nouveau musée est planifiée depuis 2005 et permettrait aux visiteurs de se rapprocher de la coque sans barrière visuelle. En septembre 2009, la salle d'exposition de la Mary Rose fut fermée aux visiteurs pour faciliter la construction du nouveau musée d'un coût de 35 millions de livres dont l'ouverture au public a eu lieu le 31 mai 2013.

Objets de la Mary Rose
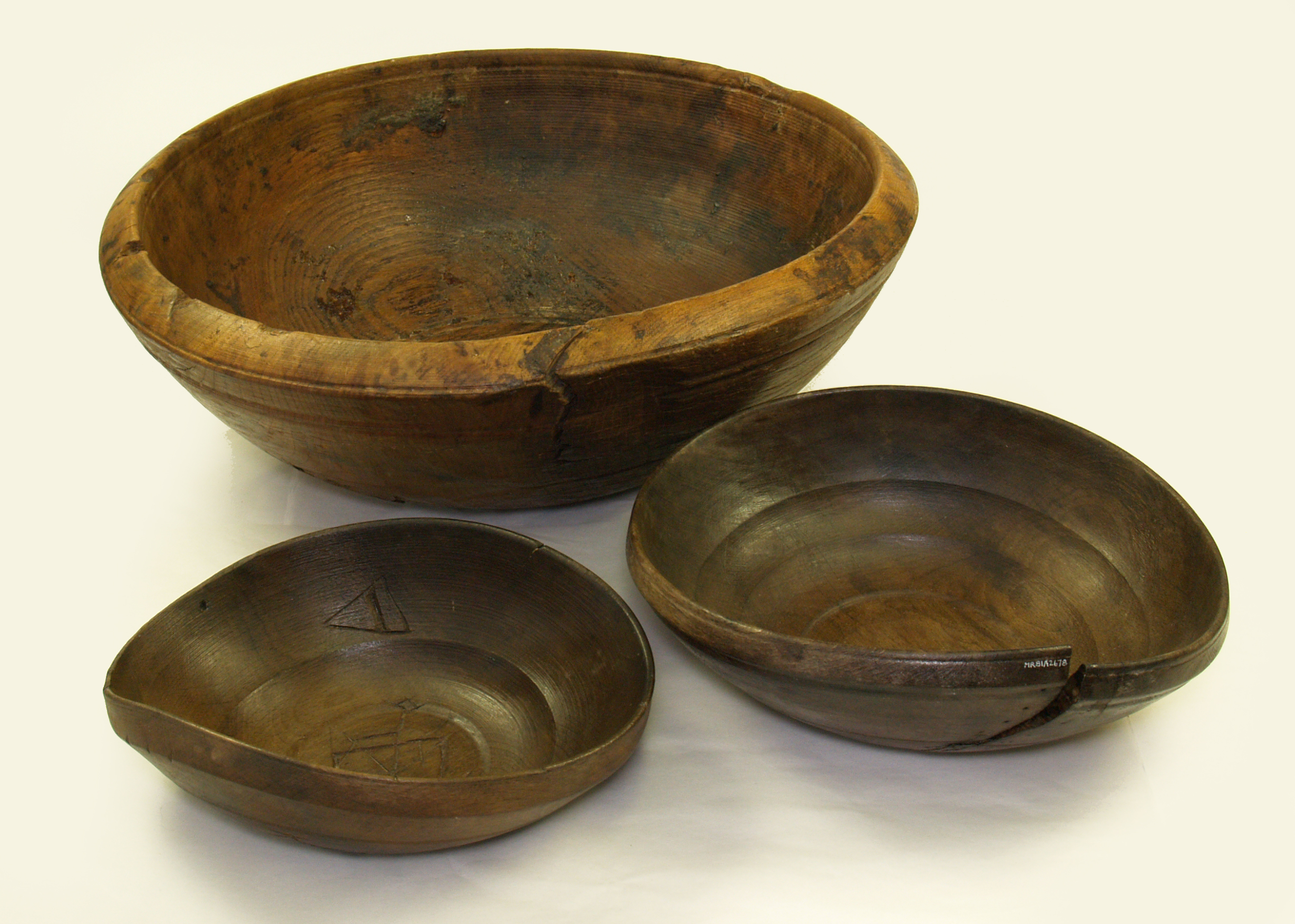
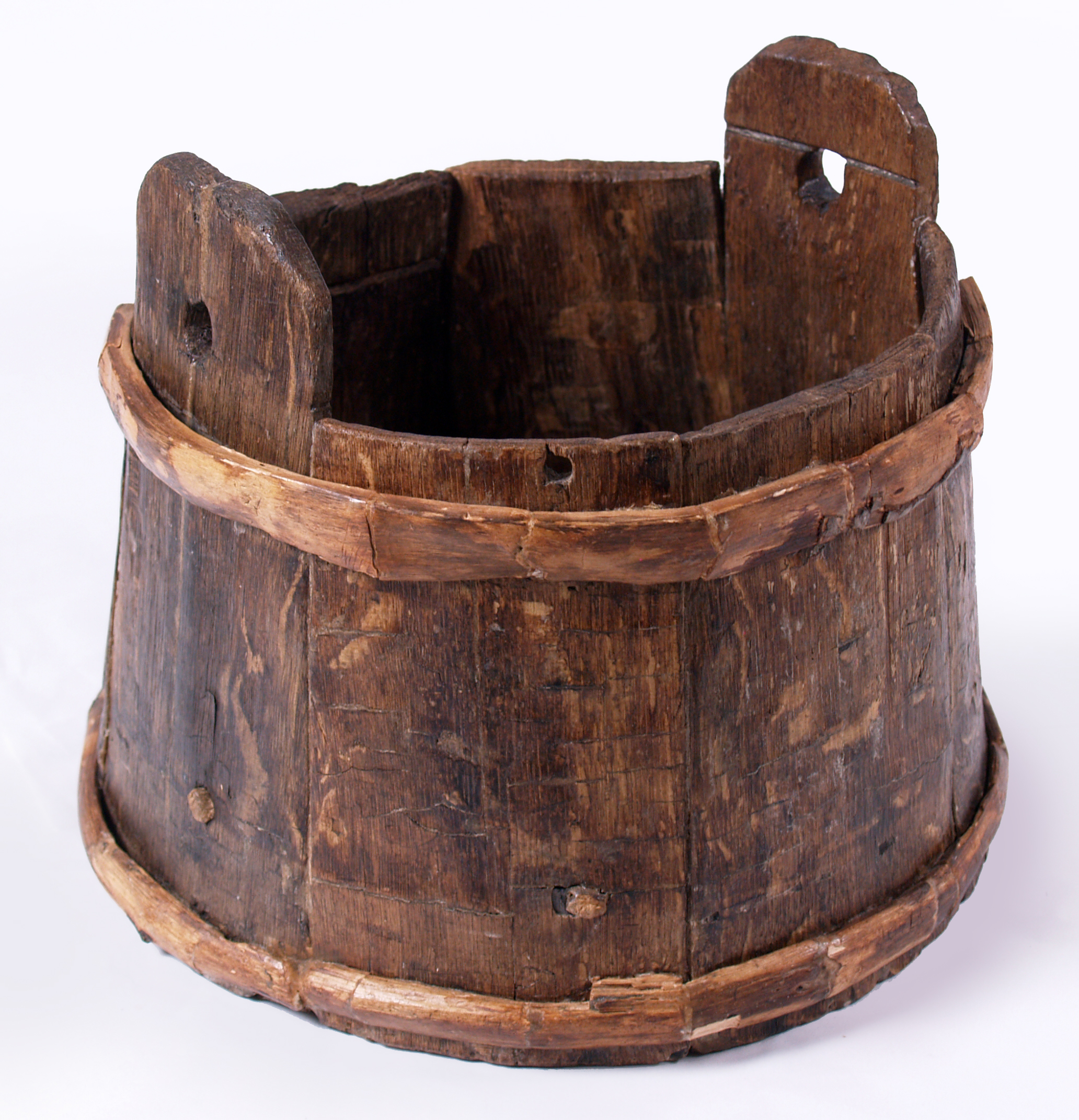
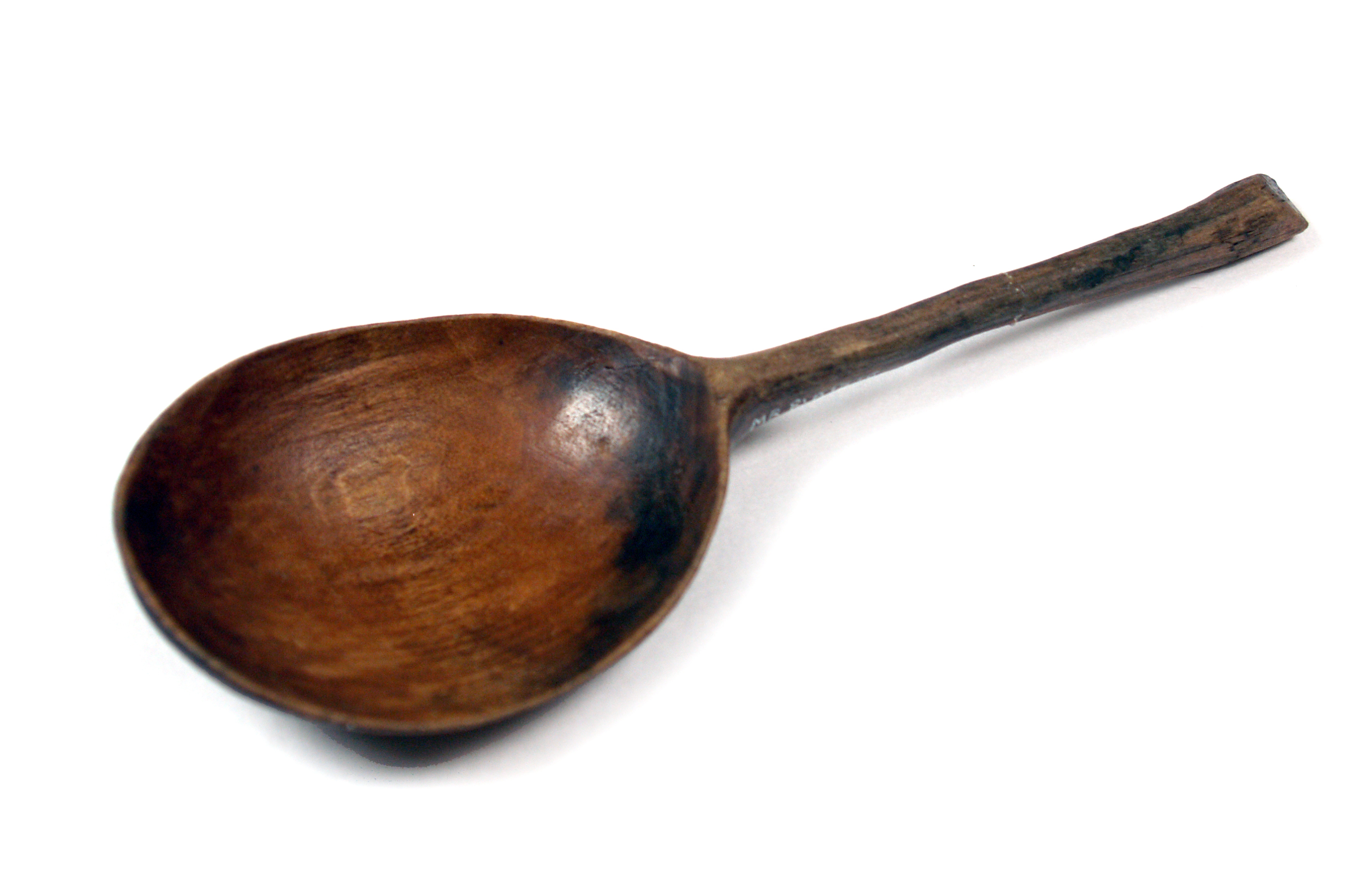
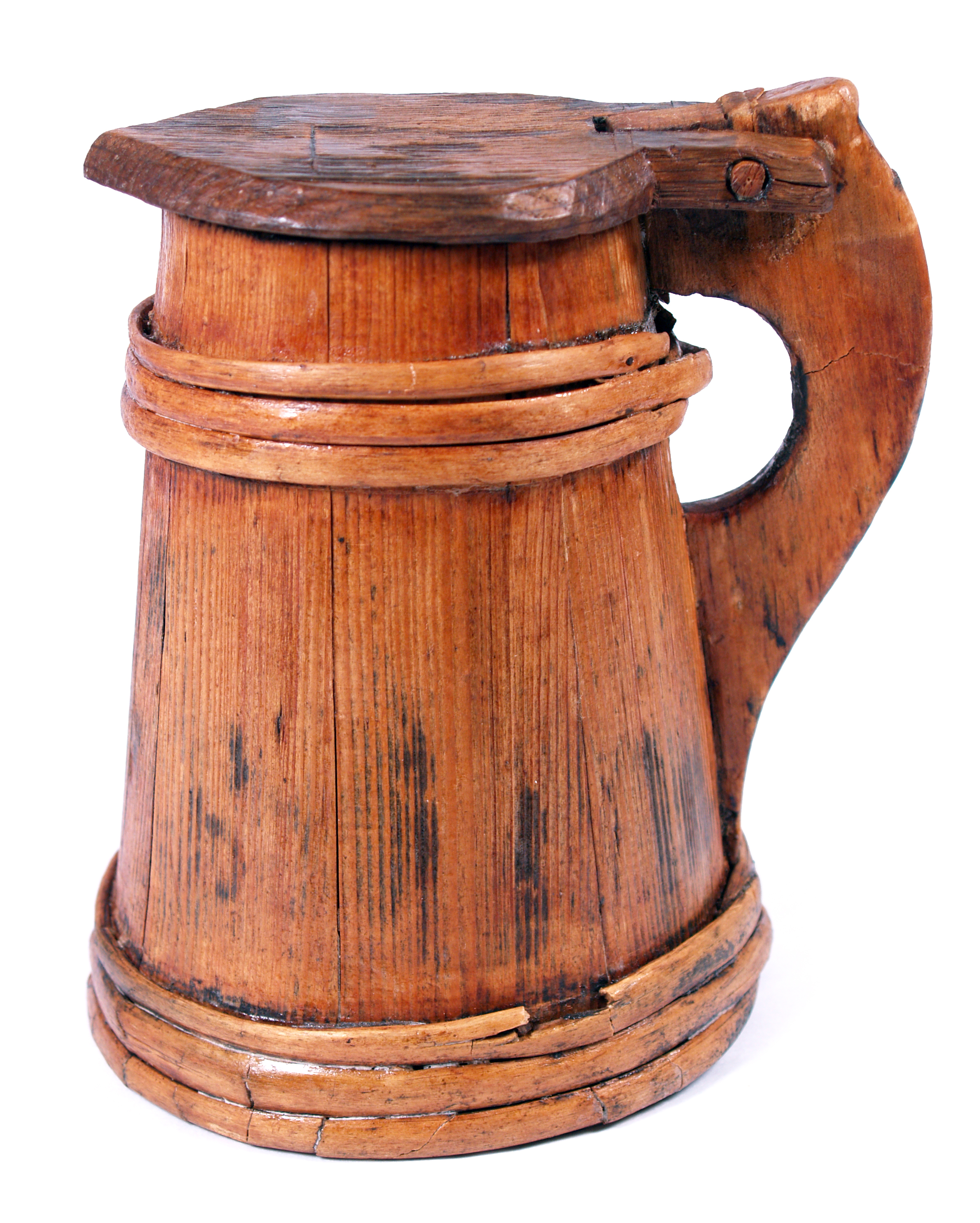
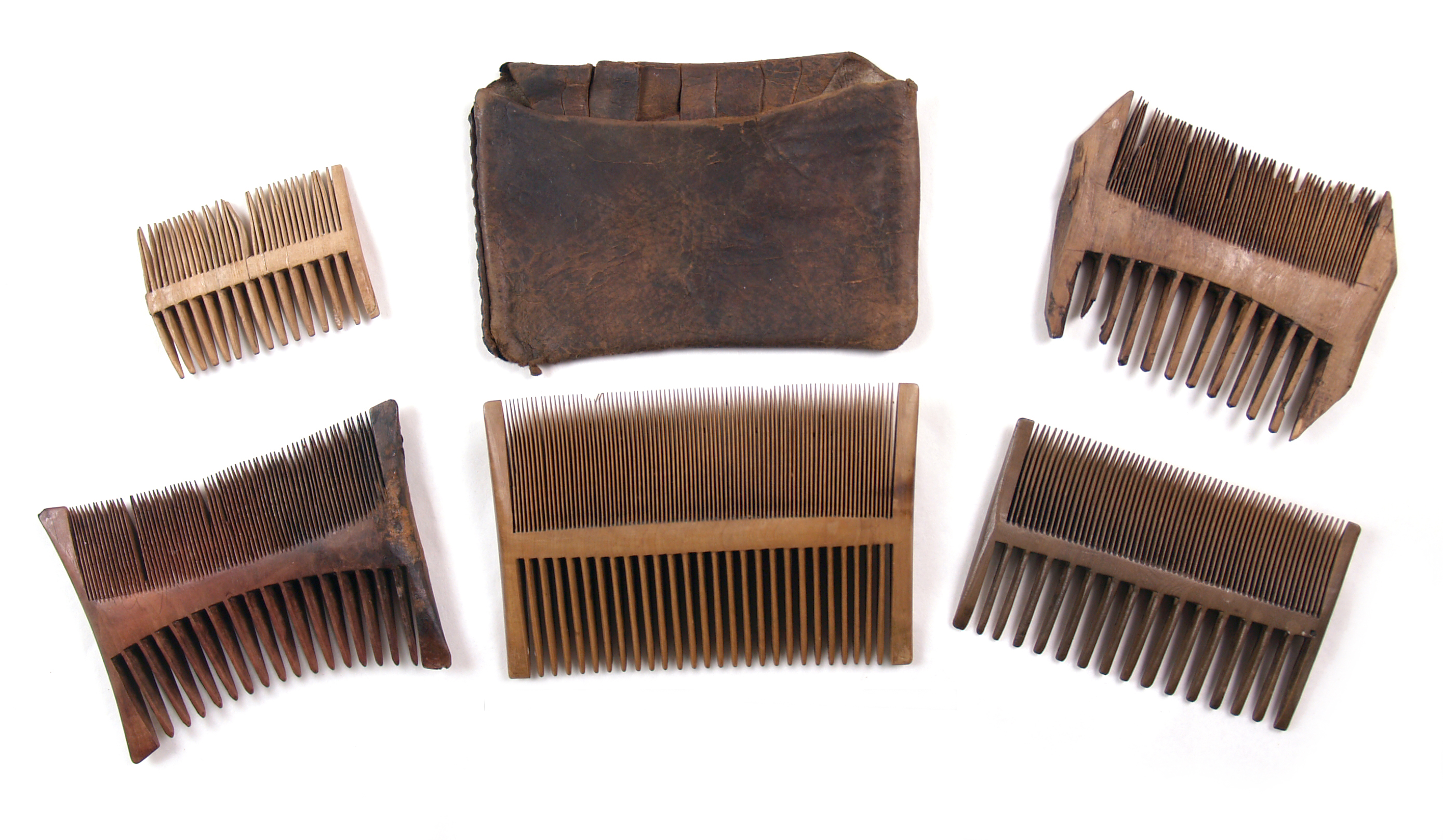